# Milost pro Miloše Baláka
Milost Miloši Balákovi udělil v březnu 2022 prezident Miloš Zeman formou prominutí a zahlazení nepodmíněného trestu odnětí svobody, peněžitého trestu a trestu zákazu činnosti. V pořadí dvacátá první milost udělená během prezidentových dvou mandátů je považována za kontroverzní a byla silně odmítnuta společností, ve které vzbudila pohoršení a rekordně nízkou spokojenost s prací prezidenta. Důvodem odmítnutí milosti byla osobní známost omilostněného Miloše Baláka s prezidentem, rychlost udělení milosti po pravomocném rozsudku, nestandardní řízení o milosti i prezidentem uvedené důvody milosti. Omilostněný ani nevyhovoval podmínkám, které si prezident sám v minulosti pro udělení milostí stanovil, protože Miloš Balák netrpěl nevyléčitelnou nemocí. Udělení milosti bylo impulzem pro oživení veřejné i odborné diskuse o této pravomoci prezidenta.

## Kauza LS Lány: opravy břehů vodní nádrže Klíčava

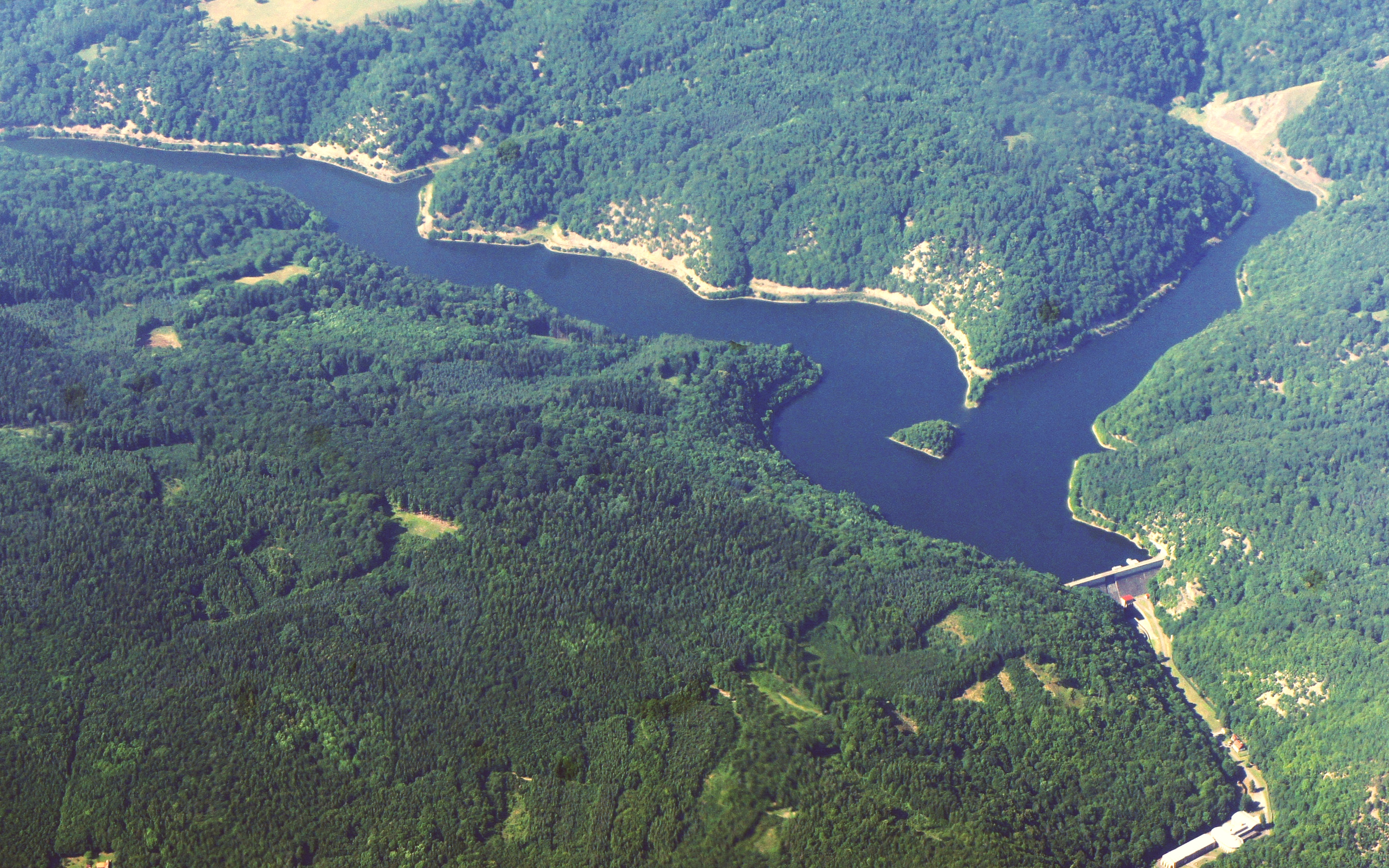
Vodní nádrž Klíčava

Část kauzy se týkala zakázky Lesní správy Lány, příspěvkové organizace Kanceláře prezidenta republiky, na opravu svahů vodárenské vodní nádrže Klíčava v Lánské oboře. Cílem projektu bylo zajištěním a odvodněním svahů bránit erozi půdy a následnému usychání stromů kolem nádrže, kvůli kterému se vytrácela půdoochranná funkce lesa a zároveň se snižovala kvalita vody v nádrži, zdroje pitné vody pro Kladensko. Oprava svahů byla reakcí na požadavky České inspekce životního prostředí a jejího protokolu z roku 2008. Úpravy svahů naplánovali Vratislav Mynář, ředitel Kanceláře prezidenta republiky, a jeho podřízený Miloš Balák, tehdejší ředitel Lesní správy Lány. Vratislav Mynář do funkce vybral a dosadil Miloše Baláka v roce 2013 bez výběrového řízení. Podle Jiřího Olivy, dřívějšího ředitele státního podniku Lesy ČR, bylo jmenování kontroverzního podnikatele do funkce s ohledem na veřejně známé alarmující informace překvapením.
Podle Policie ČR naplánovali Vladimír Mynář a Miloš Balák práce na zpevňování břehů na tři etapy, které měly stát okolo 750 milionů korun. Po zahájení vyšetřování Policií ČR se rozsah projektu významně zmenšil. Realizace zakázky byla rozdělena do dvou etap v průběhu čtyř let; první etapa byla dokončena v roce 2016 a druhá v červnu 2019. Projekt na druhou etapu zpracovala společnost VRV se společností Valbek jako subdodavatelem, zakázku v hodnotě přesahující 200 milionů korun pak realizovalo sdružení firem Energie – stavební a báňská (ESB) a Syner. Postaveny byly opěrné zdi v délce přesahující 4 km, bylo zpevněno 7,5 km cest a součástí byly i rekultivace. Cíle zakázky i vynaložené prostředky zpochybnil Martin Hrubeš z Odboru geologie Ministerstva životního prostředí, když argumentoval, že sesypávání materiálu do vody je v přírodě běžné a nikterak neohrožuje kvalitu vody. Obdobně posudek České geologické služby uvedl, že přehrada není přímo ohrožená a jediné ohrožení vidí v případě cesty sledující břeh, která je však využívána jen omezeným okruhem zaměstnanců.

### Vyšetřování policie
Ovlivňování výběrových řízení začala Policie ČR vyšetřovat v únoru 2015 na základě získání tipu z Lán. Policisté nasadili prostorové odposlechy do kanceláře Miloše Baláka. Ve své kanceláři byl odposlouchávaný i Libor Tkadlec, manažer společnosti ESB, který byl současně členem odborné komise využívané Balákem při přípravě zakázky na druhou etapu. Odposlechy zaznamenaly Tkadlecovu přípravu výběrového řízení na míru firmě ESB s vědomím Baláka, záměr dvojnásobného nadhodnocení zakázky, vyřazení většiny relevantní konkurence z řad menších firem a uplacení případných firem přihlášených do tendru. Libor Tkadlec se s Milošem Balákem také cíleně setkával v prostoru veřejnosti nepřístupné Lánské obory, aby komunikace probíhala mimo prostory možných odposlechů. Na zakázce se podílely i další společnosti s vazbami na Vratislava Mynáře. Například Lesní správa Lány vybrala bez výběrového řízení společnost GEOtest, aby prováděla stavební dozor a umožnila zadavateli platit jen skutečně provedené práce. Spolumajitel společnosti Martin Teyschl je členem dozorčí rady nadačního fondu Vratislava Mynáře.

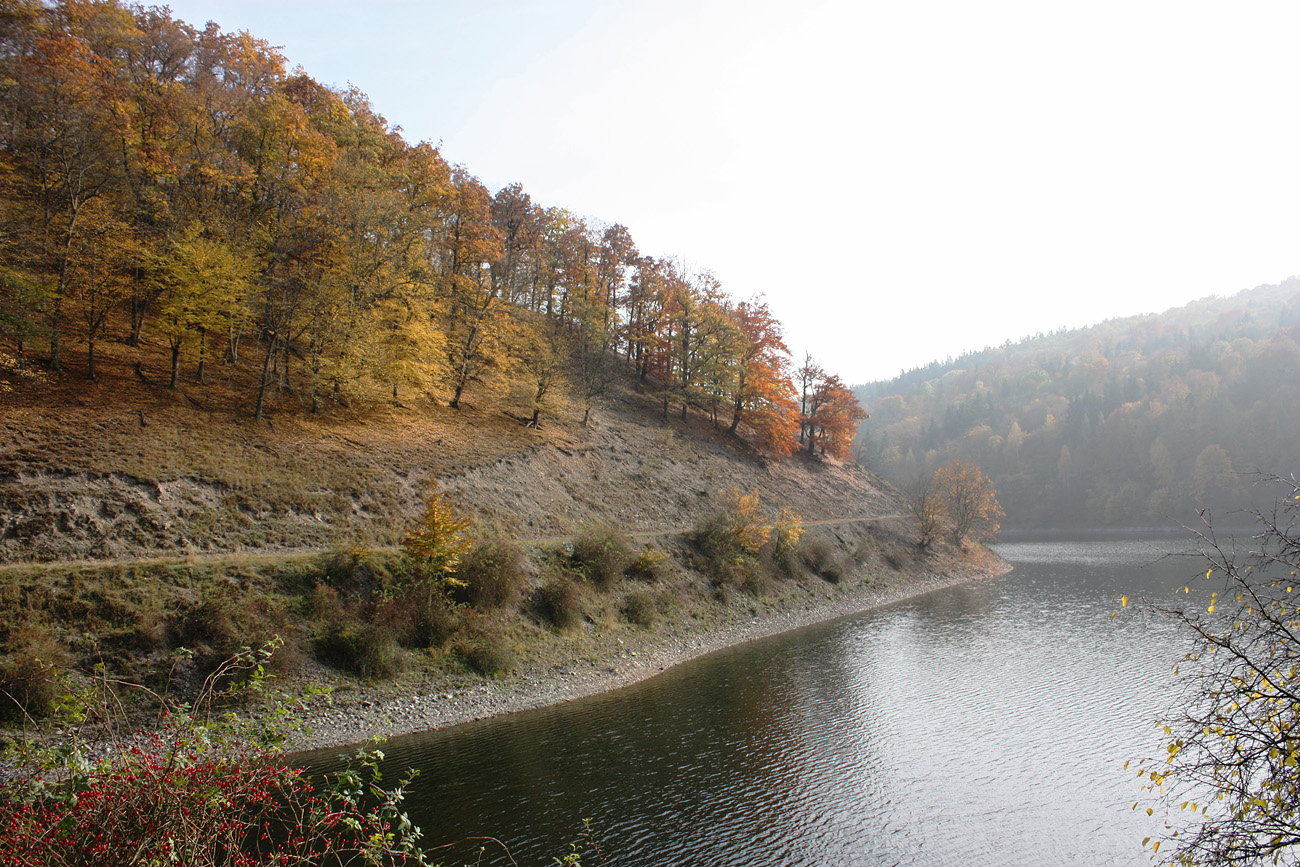
Břehy nádrže v roce 2008 před zpevněním

Policie 21. června 2017 provedla domovní prohlídky včetně budovy Lesní správy Lány, prohlídky prostor a pozemků a zadržela tři osoby kvůli podezření ze zvýhodnění při zadání veřejné zakázky, při veřejné soutěži a veřejné dražbě a to včetně Miloše Baláka. Následující den státní zástupce Jiří Pražák oznámil obvinění dvou zadržených a propuštění všech tří zadržených. Lesní správa Lány uzavřela v roce 2017 smlouvu s advokátní kanceláří Musalová, Jansta na obhajobu Miloše Baláka; po upozornění na nezákonnost postupu byla smlouva v červenci 2018 ukončena. V září 2018 policie obvinila společnost ESB. Na konci července 2019 ukončila Policie ČR vyšetřování případu Lesní správy Lány a v srpnu navrhla státnímu zástupci obžalování Miloše Baláka, společnosti ESB a jejího zaměstnance. Za trestné činy hrozil Miloši Balákovi trest odnětí svobody až na osm let. Vrchní státní zastupitelství v Praze podalo žalobu na dvě fyzické a jednu právnickou osobu 20. května 2020.
Policie prověřovala i podíl Vratislava Mynáře na zakázce, který u poslanců usiloval o peníze na investiční akci, ale policisté nakonec Mynáře z ničeho neobvinili. Mynář dle Tomáše Sochra, bývalého vedoucího odboru nelegálních obchodů protimafiánské jednotky, promlouval do výběrového řízení na zpevnění břehů přehrady. Nahrávka podle zdroje Aktuálně.cz naznačovala, že mozkem celé operace je Mynář. Podle informací Aktuálně.cz uchránila Mynáře před nasazenými odposlechy vyšetřujících policistů prezidentova ochranka, která měla za úkol pravidelně vyhledávat odposlechy.

### Soudní řízení u OS v Kladně

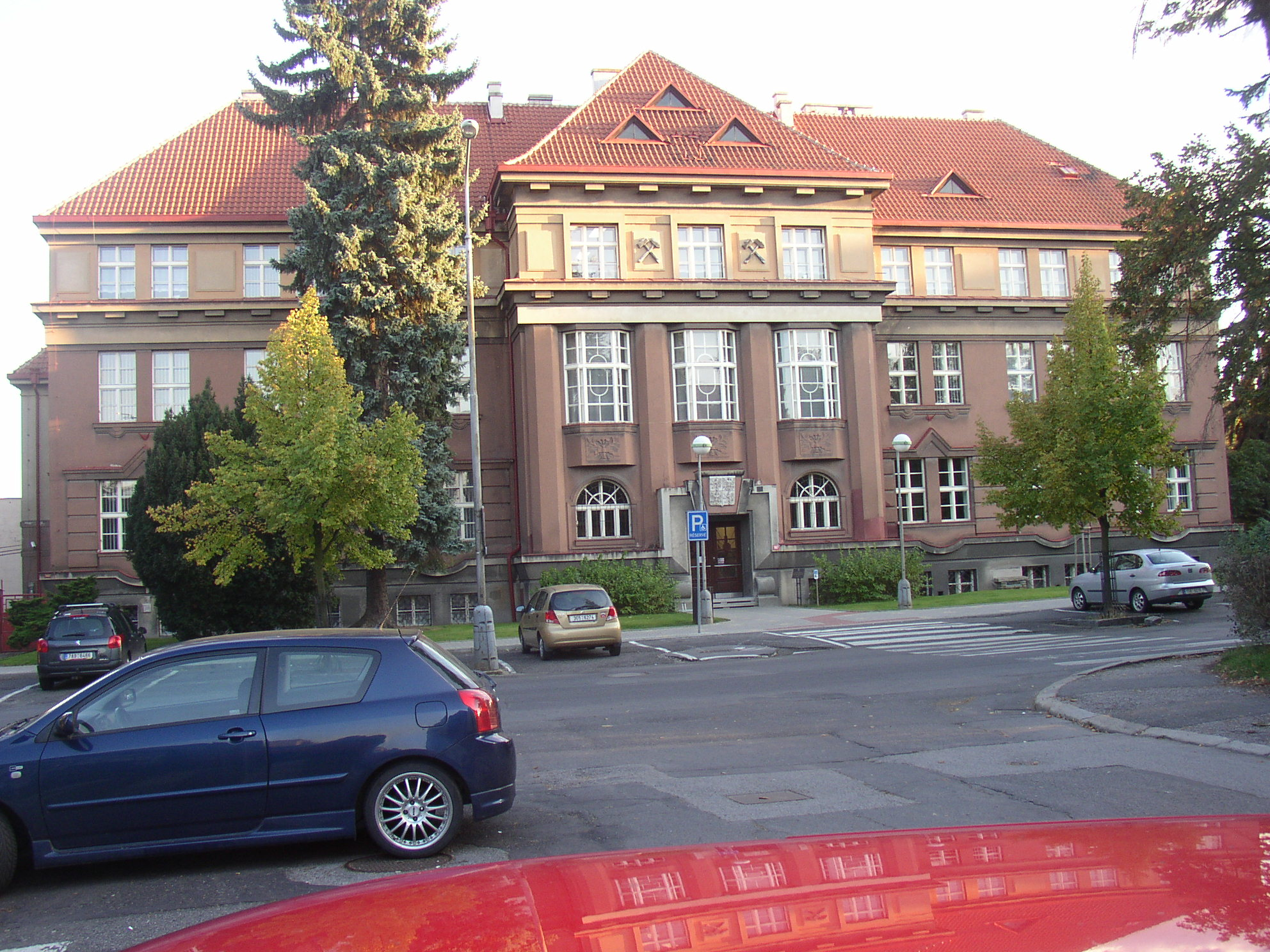
Sídlo okresního soudu v Kladně

V závěru října 2020 začalo soudní řízení. Dle státního zástupce Jiřího Pražáka usiloval Miloš Balák o zajištění zakázky v hodnotě přes 200 milionů korun pro firmu ESB a jejího zisku ve výši přes 8 milionů korun, pro zahájení trestního stíhání firma ESB zakázku nezískala. Státní zástupce za tuto snahu navrhl Balákovi trest odnětí svobody ve výši čtyř let a zákaz činnosti. Obžalovaní Miloš Balák a Libor Tkadlec během hlavního líčení svoji vinu odmítli. Právní zástupci obžalovaných před soudem zpochybňovali důkazy, především napadali oprávněnost odposlechů.
Okresní soud v Kladně neměl žádné pochyby o Balákově manipulaci zakázky od samého počátku, a proto Miloše Baláka 7. května 2021 nepravomocně odsoudil za zločin sjednání výhody při zadání veřejné zakázky, při veřejné soutěži a veřejné dražbě. Soud uložil Balákovi tříletý trest odnětí svobody ve věznici s ostrahou a peněžitý trest 1,8 milionu, který soudce Petr Sedlařík zdůvodnil vysokými odměnami vyplácených Balákovi v minulosti Hradem. Soudce Sedlařík k případu prohlásil, že „na každé úrovni projektu se nacházel někdo, kdo věděl, že nejedná správně.“ V rozhovoru pro RESPEKT po udělení milosti soudce uvedl, že byly dopředu určené vítězné subjekty formálního výběrového řízení, které si následně měly rozdělit peníze na zakázku. Soudce vysvětlil, že přitěžujících okolností pro Miloše Baláka – jako vysoká částka, účast veřejností sledované instituce, zneužití postavení či rozsáhlá, dlouhodobá a intenzivní kooperace řady lidí skrývaná v oboře – bylo více než jediná polehčující okolnost, Balákova dosavadní bezúhonnost, a proto bylo na místě uložit nepodmíněný trest.
Podle rozsudku zvýhodnil Balák dalšího obžalovaného Libora Tkadlece. Z provedených odposlechů vyplývalo, že firma ESB určovala podobu projektu a Balák umožnil Tkadlecovi se předem seznámit s místy realizace. S firmou ESB, vlastněnou Jaromírem Jágrem starším a Zdeňkem Osnerem, spolupracoval Miloš Balák v minulosti v soukromé sféře. Společnost ESB také podpořila dívčí basketbalový klub ve Strakonicích v době, kdy jej Miloš Balák vedl a kdy se soutěžila zakázka nádrže Klíčava. Po rozsudku se Balák cítil nadále nevinný a řekl, že soud v Kladně „nenašel odvahu rozhodnout jinak, než od něj očekávala média“.
Během vyšetřování i po nepravomocném rozsudku Vratislav Mynář odmítal Baláka odvolat s odkazem na presumpci neviny, s rozsudkem soudu nesouhlasil, což vyjádřil i před poslanci na jednání rozpočtového výboru. Přes nepravomocný rozsudek Mynář přiznal Balákovi v roce 2021 odměny ve výši 300 tisíc korun. Podle soudce Petra Sedlaříka tím Mynář předvedl „neschopnost zabránit zneužití veřejných peněz“.

### Soudní řízení u KS v Praze

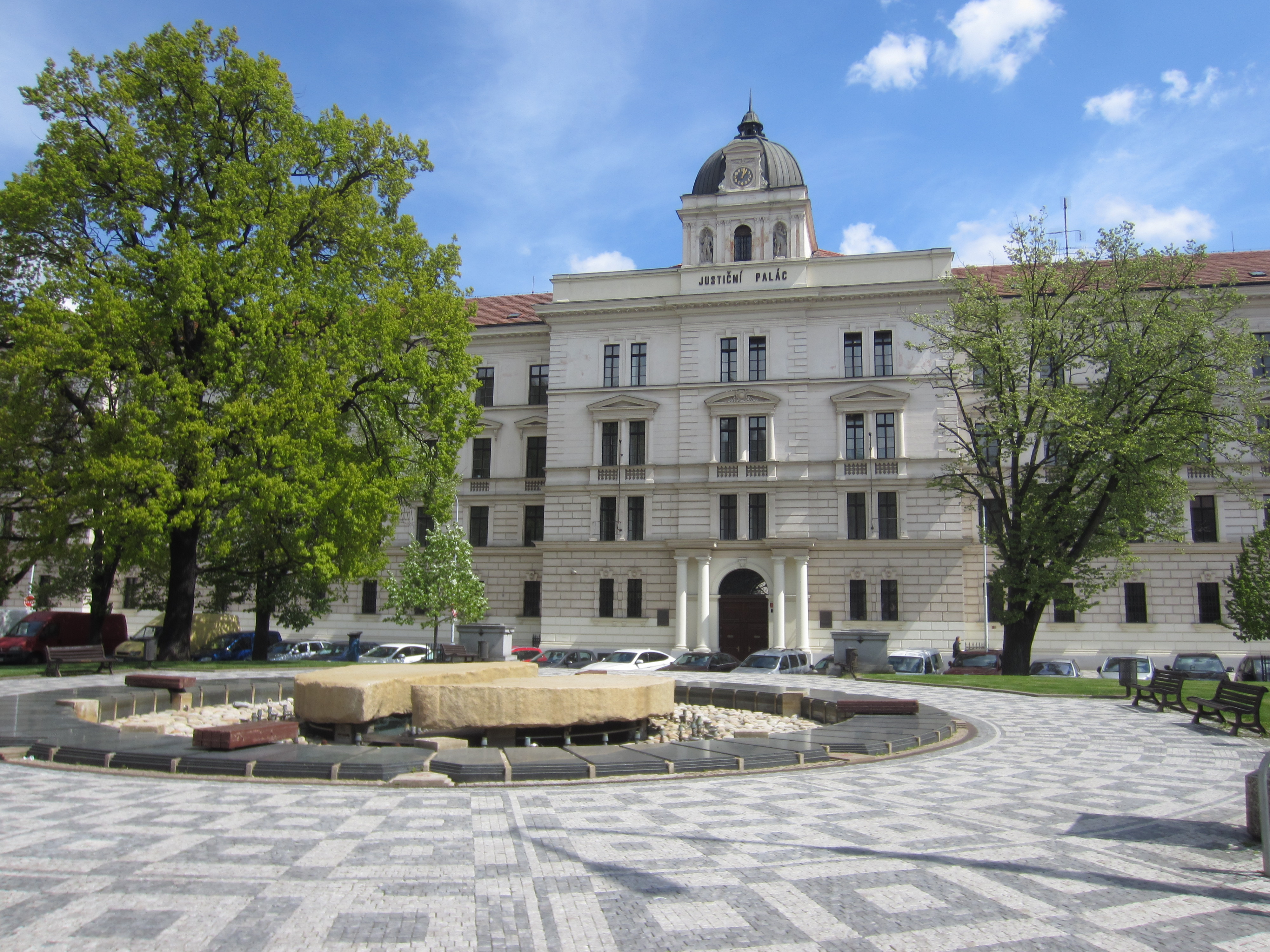
Budova Krajského soudu v Praze

Všichni obžalovaní se proti rozsudku prvoinstančního soudu odvolali, státní zástupce se odvolal s požadavkem na přísnější potrestání. Odvolací senát Krajského soudu v Praze 24. března 2022 zamítl odvolání všech obžalovaných, neuznal námitky obhájců o nepřípustnosti odposlechů, nevyhověl ani požadavku státního zástupce a potvrdil verdikt kladenského soudu. Předseda odvolacího senátu Ladislav Koudelka byl ochotný připustit, že se uložené tresty mohou jevit jako tvrdší, ale ústřední role Baláka jako řídící osoby byla nepochybná a Balákovi také přitížilo, že reprezentoval vysoce prestižní organizaci. Miloš Balák, který svou vinu vytrvale popíral, byl pravomocně odsouzen k trestu odnětí svobody na tři roky, k peněžitému trestu ve výši 1,8 milionu korun a k zákazu výkonu funkce statutárního zástupce organizačních složek státu a jiných právnických osob s majetkovou účastí státu. Libor Tkadlec byl potrestán peněžitým trestem ve výši 400 tisíc korun a podmíněným odnětím svobody v délce dva a půl roku. Firmě ESB byl uložen peněžitý trest ve výši 5,4 milionu korun a na tři roky zakázána účast na veřejných zakázkách (ESB byla v roce 2021 vybrána společností ČEZ na dostavbu horkovodu z Jaderné elektrárny Temelín do Českých Budějovic). Po udělení prezidentské milosti Balákovi Krajský soud v Praze ujistil, že rozhodl nezávisle.
Přes pravomocný rozsudek zůstal Miloš Balák ve funkci ředitele LS Lány, ale podle svého vyjádření byl ve dnech následujících po rozsudku na dovolené. Jeho setrvání ve funkci přes zákaz výkonu činnosti bylo možné považovat za maření výkonu úředního rozhodnutí. Miloš Balák byl v době vynesení rozsudku souzen v dalším soudním sporu u Okresního soudu v Kladně v souvislosti s těžbou a prodejem kamene v Lánské oboře společnosti ESB, kde mu za porušení povinnosti při správě cizího majetku hrozí až pětiletý trest.

### Angažování Kanceláře prezidenta republiky a Vratislava Mynáře

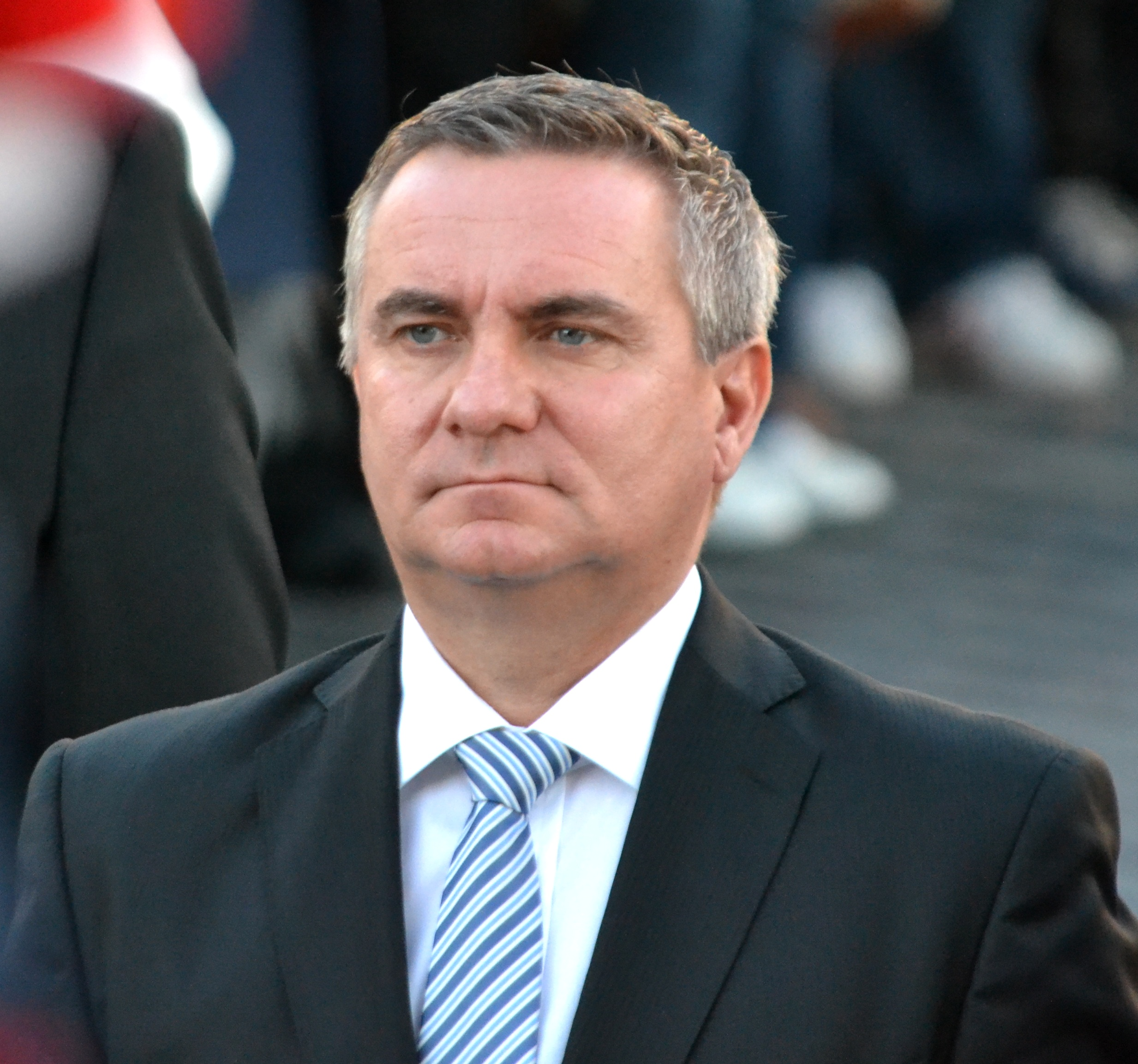
Vratislav Mynář

Kancelář prezidenta republiky se vyšetřování případu účastnila, např. 30. srpna 2017 podala ústavní stížnost proti postupu Vrchního státního zastupitelství v Praze, kdy přes formální vady napadala příkaz k prohlídce. Ústavní soud stížnost odmítl jako neopodstatněnou. Podle svědectví bývalého ministra spravedlnosti Roberta Pelikána z června 2019 jej Vratislav Mynář opakovaně upozorňoval na postup v kauze LS Lány, stěžoval si a vyjadřoval svůj názor, že by se měla podat stížnost pro porušení zákona, neboť policejní prohlídka měla být povolena jiným soudem. Později předal Mynář podnět k podání stížnosti osobně do ruky Pelikánovi, ten jej nechal oficiálně zaevidovat a Mynář se jej na podnět opakovaně ptal; ministr v květnu 2018 podnět zamítl. Vratislav Mynář v červnu 2019 odmítl obvinění z úporného naléhání na ministra Pelikána. Obdobný podnět se Mynář později pokusil prosadit přes ministra Jana Kněžínka. Mynář tlačil také na soudce a snažil se Balákovo stíhání ovlivnit.

### Dovolání k Nejvyššímu soudu
Soudce Petr Sedlařík v červenci 2022 řekl České televizi, že odsouzený Libor Tkadlec a společnost Energie – stavební a báňská podali v případu zakázky na zajištění a odvodnění svahů kolem vodní nádrže Klíčava dovolání k Nejvyššímu soudu.

## Udělení milosti

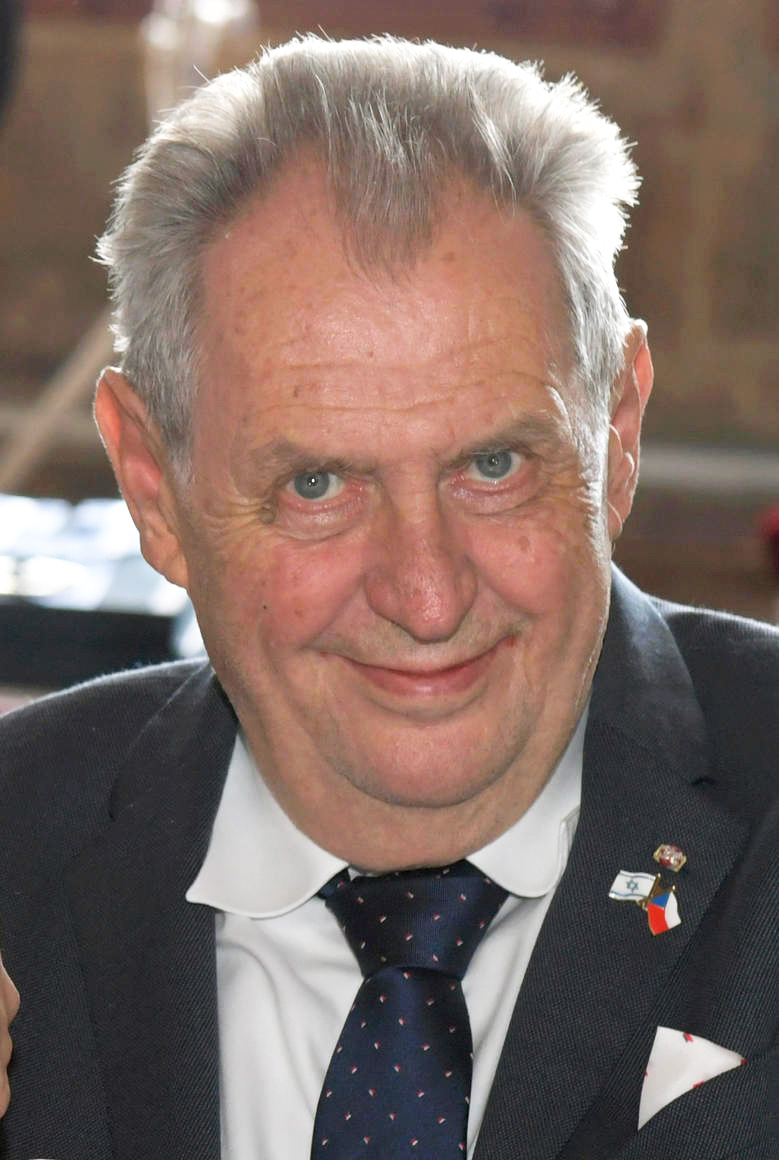
Prezident Miloš Zeman

V sobotu 26. března 2022 prezident republiky udělil milost Miloši Balákovi, když mu prominul nepodmíněný trest odnětí svobody, peněžitý trest a trest zákazu činnosti a to s účinky zahlazení odsouzení. Podle tiskového mluvčího přihlédl Miloš Zeman k dosavadní bezúhonnosti odsouzeného, též k mimořádné pracovitosti a kvalifikovanosti Miloše Baláka jako vedoucího zaměstnance, která je prezidentovi známa. Prezident po seznámení s rozsudkem prvoinstančního soudu, který byl 24. března 2022 potvrzen odvolacím soudem, došel k závěru, že soudce nezvážil povahu činu a že přísné potrestání odsouzeného vyplývalo i z jeho pracovního poměru u Lesní správy Lány, příspěvkové organizace Kanceláře prezidenta republiky.
Odůvodnění uvedené v tiskové zprávě je obdobou zdůvodnění proneseného u soudu Lukášem Trojanem, advokátem Miloše Baláka. Samotné jednostránkové rozhodnutí o prominutí trestu žádné odůvodnění neobsahuje. V dubnovém rozhovoru pro MF DNES prezident milost zdůvodnil tím, že Miloš Balák se v případu neobohatil a ani nevznikla žádná „národohospodářská škoda“, zároveň byl s jeho prací velmi spokojen. Prezident také relativizoval skutkovou podstatu, kterou se snažil redukovat na umožnění prohlídky Lánské obory zvýhodněné firmě. Později stejné argumenty uvedl i pro televizní pořad Partie Terezie Tománkové. Zpravodajský server Seznam Zprávy tyto prezidentovy argumenty odmítl pro rozpor s důkazy zjištěnými policií.
Zpráva o udělení milosti se na webových stránkách Pražského hradu objevila v úterý 29. března se sobotním datem 26. března. Bývalá ministryně spravedlnosti a poradkyně prezidenta Marie Benešová se o udělení milost dozvěděla od prezidenta při poradě v Lánech v sobotu 26. března. Ministerstvo spravedlnosti nebylo do procesu omilostnění Miloše Baláka žádným způsobem zapojeno a žádost Miloše Baláka o milost neobdrželo. Ministr spravedlnosti Pavel Blažek se o udělení milosti dozvěděl při svém přijetí na zámku v Lánech v úterý 29. března 2022. Přitom Zeman svým rozhodnutím č. 378/2013 Sb. přenesl pravomoc provádět řízení o žádostech o milost na ministra spravedlnosti, ale toto rozhodnutí neomezilo ústavní pravomoc rozhodovat o milostech výlučně.
Podle vyjádření Miloše Baláka pro Deník N sám o milost prezidenta požádal a on i jeho rodina jsou vděční, že jej prezident podržel v rozhodujícím okamžiku života. Miloše Baláka a prezidenta Zemana označují média jako přátele, prezident Baláka veřejně chválil i po nepravomocném odsouzení. Podle Baláka měl prezident rozhodování o žádosti jednodušší, protože devět let sleduje jeho práci v oboře a zná výsledky. Server iROZHLAS v dubnu zjistil, že o milost požádal Balák jen ústně, což není v rozporu s legislativou, která žádost vůbec nevyžaduje. O milost požádal Balák dříve, než byl soudem rozeslaný rozsudek a mohl se seznámit s argumentací soudu, podle Aktuálně.cz bylo o milosti rozhodnuto dříve, než se odůvodnění rozsudku začalo psát. Dle prezidentova vyjádření kauzu celou dobu sledoval a proto znal odůvodnění. Díky rychlé milosti byl Balák pravomocně odsouzeným jen několik dnů, v následujícím týdnu opět pracoval na pozici ředitele lesní správy, přičemž mu milost prezidenta umožňuje i nadále rozhodovat o dalších zakázkách.
Milost a rehabilitace pro Miloše Baláka neodpovídá podmínkám, které si prezident v minulosti nastavil, přičemž jde o několikáté porušení těchto podmínek. Prezident udělením milosti nedodržel své sliby z roku 2013, že bude milosti udělovat jen ze striktně humanitárních důvodů. Udělení milosti je v rozporu i s jeho projevem z února 2020 při jmenování soudců, když zdůrazňoval dosavadní neudělení milosti žádnému tuneláři, protože majetkové trestné činy by měly být správně potrestány, aby jejich pachatele nikdo nenapodoboval. Podle senátora Václava Lásky bude mít milost vliv i na další Balákovo soudní řízení, protože v případě shledání viny nebude moci soud přihlédnout k dřívějšímu odsouzení a zvýšit Balákovi trest, tj. po milosti se zahlazením musí soud pohlížet na Baláka jako na netrestaného. Soudce Ivo Poštolka potvrdil nemožnost uložit takzvaný souhrnný trest v případě uznání viny v případu těžby kamene.

## Ohlasy
Udělení milosti bylo pro střet zájmů a protekcionismus vnímáno jako popření principů právního státu a podkopávání víry v právo a spravedlnost. Kritizováno bylo odůvodnění milosti jako diletantské a nepravdivé a především zpochybňující objektivitu českých soudů. Připomínáno bylo i popření předchozích slibů prezidenta. Kritici se pozastavili i nad rychlostí udělení milosti. Přátelé Miloše Zemana se k milosti převážně vyjadřovat nechtěli.

### Odborná veřejnost

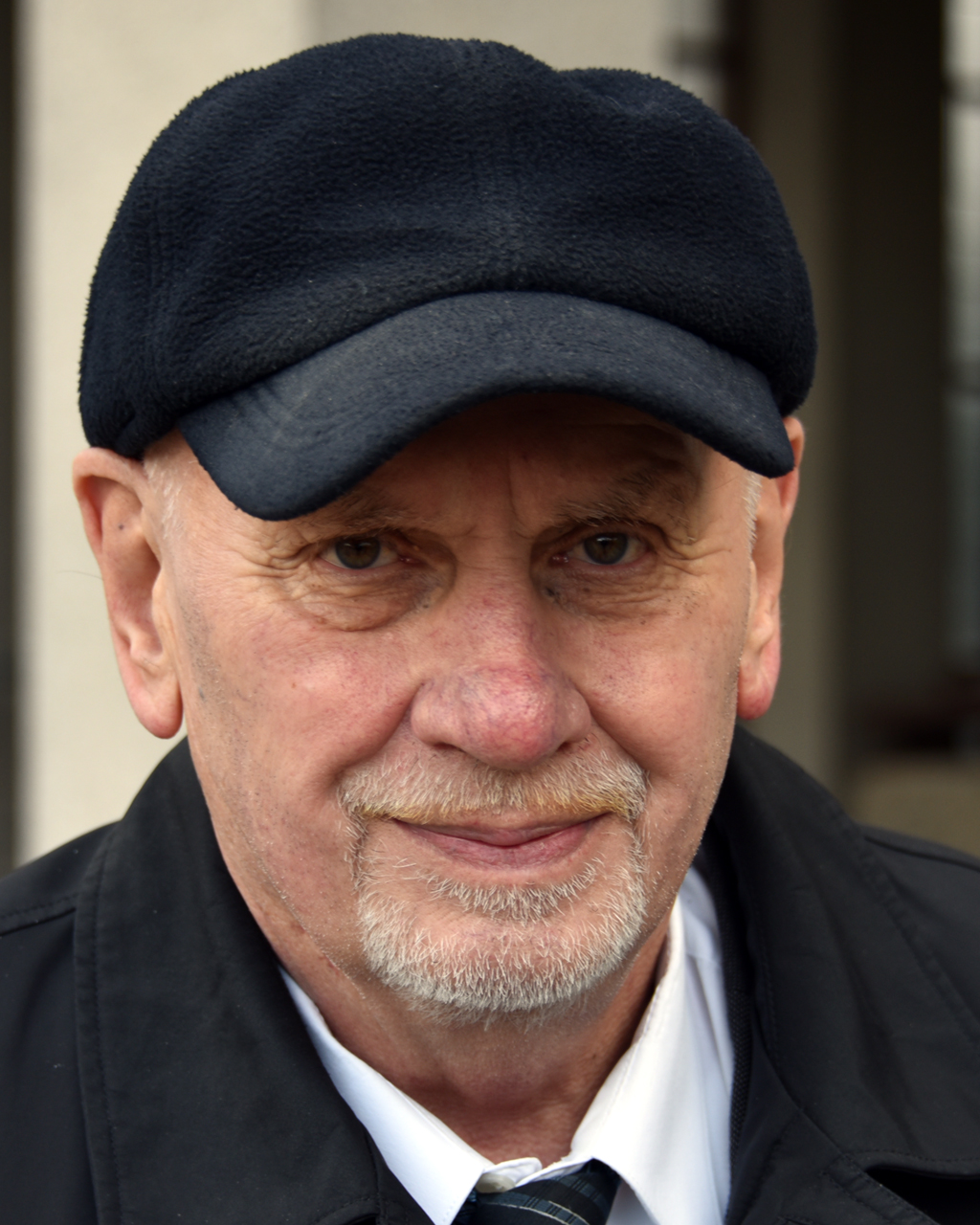
Pavel Rychetský

Vzhledem k okolnostem vzbudila udělená milost odmítavé reakce v odborné sféře. Soudcovská unie vnímala udělení milosti jako zpochybnění objektivity českých soudů. Podle prezidenta Soudcovské unie Libora Vávry si prezident mohl milost odpustit a připomněl možnost v případě právních a skutkových pochybností podat dovolání k Nejvyššímu soudu, popř. se obrátit na Ústavní soud. Předseda Ústavního soudu Pavel Rychetský považoval odůvodnění milosti za absurdní, podle něj milost podrývá důvěry v justici. Později doplnil, že je z Ústavy známo, že milost je udělována jen při vážném zdravotním stavu odsouzeného nebo při určitých rodinných podmínkách. Podle soudce Okresního soudu v Kladně Petra Sedlaříka, který nad Balákem vynesl prvoinstanční rozsudek, podrývá milost důvěru v akty ústavních činitelů a vzbuzuje u veřejnosti přesvědčení o beztrestnosti prezidentových kamarádů; odůvodnění milosti označil za diletantské a nepravdivé, stojící na hliněných nohou.
Jan Lata, prezident Unie státních zástupců, se ohradil vůči pochybnostem o nezávislosti soudů, když uvedl, že hlava státu nemůže zpochybňovat soudní moc podsouváním postranních motivů v úvahách o trestu, aniž by uvedl podrobnější argumentaci. Zatímco případ Baláka je podle Jana Laty důkazem právního státu, milost by bylo možné interpretovat i jako potvrzení beztrestnosti lidí z okolí prezidenta Miloše Zemana. Státní zástupce Jiří Pražák, který případ proti Balákovi vedl od počátku, označil odůvodnění milosti za irelevantní, protože milost vybočuje z jakékoli předchozí praxe i běžných okolností. Lenka Bradáčová, vrchní státní zástupkyně, vzala rozhodnutí prezidenta o milosti na vědomí a poznamenala, že státní zastupitelství a soudy učinily vše pro nalezení spravedlnosti.
Ústavní právník z Právnické fakulty Univerzity Karlovy Jan Kysela označil odůvodnění milosti za chucpe, odůvodnění popsal jako šokující a jdoucí proti elementárním principům právního státu nebo vládního práva, které předpokládají, že nikdo není nad zákonem, že všichni jsme si před zákonem rovni. V tomto smyslu ji vnímal jako horší než milost pro Jiřího Kajínka. Podle Kysely se prezident udělením milosti dopustil střetu zájmu a obecněji konstatuje, že se Zeman stal největším nepřítelem institutu prezidenta republiky. Ústavní právník Marek Antoš připomněl, že dle dikce Ústavy byl krok v pravomoci prezidenta, nevyžadoval kontrasignaci premiéra a není nikdo, kdo by udělení milosti mohl napadnout u soudu. Antoš vnímal udělení milosti jako mimořádně nešťastné použití pravomoci – už pro pocit, že důvodem pro ni byla blízkost omilostněného hlavě státu, i pro ostrý rozpor s předchozími prohlášeními prezidenta. Podle Antoše vrhá na udělenou milost také špatné světlo neseznámení se prezidenta s odůvodněním rozsudku soudu (prezident se dle svých slov seznámil s původním nepravomocným rozsudkem). Právník a prorektor Univerzity Karlovy Jan Kuklík považuje udělení milosti blízkému spolupracovníkovi za jednu z nejvíce diskutabilních věcí Zemanova výkonu mandátu i s ohledem na porušení vlastních tvrzení o přístupu k těmto otázkám.

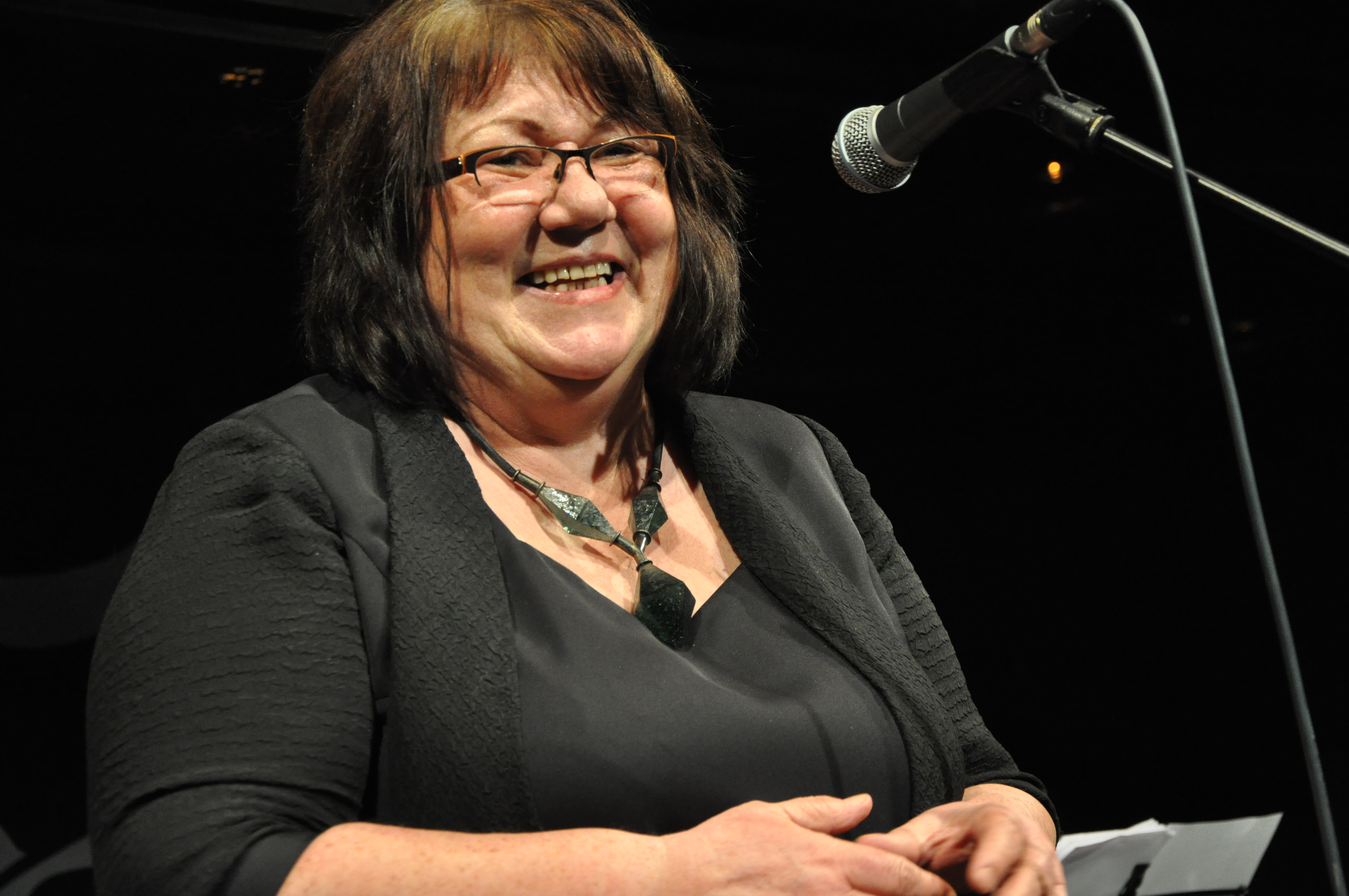
Eliška Wagnerová

Bývalá senátorka a bývalá ústavní soudkyně Eliška Wagnerová označila milost za hnusný akt a milost ohodnotila jako velikou ránu právnímu státu a důvěryhodnosti justice. Podle ní Zeman nepopírá spáchání zločinu, neb ponechává v platnosti tresty pro firmu ESB a Libora Tkadlece, ale milost udělil jen svému člověku, což porušuje rovnost před zákonem. Z odůvodnění milosti dle Wagnerové plyne také nařčení soudů, že nepostupovaly podle zákona a v souladu s ústavními principy, ale že se rozsudky „mstily“ prezidentu republiky, resp. Kanceláří prezidenta republiky a jejím pracovníkům. Ústavní právník Aleš Gerloch označil milost za politicky i morálně zcela nežádoucí. Za skandální označil milost ústavní právník Ladislav Vyhnánek, podle kterého se jí dostáváme do poměrů zkorumpovaných států. Ústavní právník Zdeněk Koudelka se zastal prezidentova rozhodnutí omilostnit podřízeného z hlediska práva, protože ústava nijak právo milosti neomezuje. Vysvětlil také, že pokud se prezident rozhodl pro milost, není smysluplné čekat na potvrzující rozsudek odvolacího soudu, protože významné skutečnosti byly obsaženy v původním rozhodnutí.
Podle politologa Jiřího Peheho prezident oslabil právní řád v České republice. Politolog Jan Kubáček řekl, že milost byla fackou všem, kteří doufali v postupnou stabilizaci justičního systému a práva.

### Zákonodárci a politici
Zákonodárci a politici udělení milosti kritizovali a odsuzovali ji.

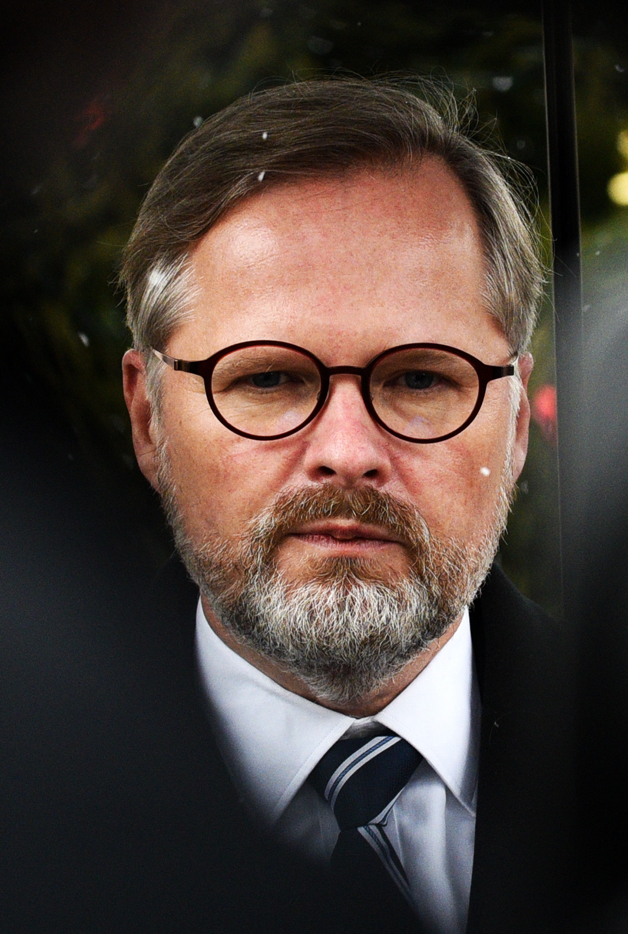
Petr Fiala

Premiéra Petra Fialu udělení milosti překvapilo a vyjádřil obavy o důvěru občanů v právní systém země. Podle ministra vnitra Víta Rakušana zpochybnil tento typ prezidentské milosti její místo v našem právním systému. Milost pro blízkého spolupracovníka potrestaného za ekonomický delikt byla podle něj příkladem protekcionismu, zarazila jej i rychlost udělení milosti. Ministr práce a sociálních věcí Marian Jurečka udělení milosti označil jako „prasárnu“ a komentoval slovy: „Všichni jsou si rovni, ale někteří si jsou očividně rovnější.“ Podle ministra pro místní rozvoj Ivana Bartoše byla milost velkou ránou pro spravedlnost a prezident by měl své rozhodnutí jednoznačně zdůvodnit. Ministr kultury Martin Baxa by neměnil zákon pro chybu prezidenta s donebevolajícím, neobhajitelným udělením milosti, chyba by měla vést k zodpovědné volbě prezidentova nástupce.
Předseda Senátu Miloš Vystrčil označil milost jako další pozoruhodnou změnu názorů prezidenta a připomněl tak znovu porušená pravidla, která si prezident pro udílení milostí sám nastavil. Podle prvního místopředsedy Senátu Jiřího Růžičky si „hradní partička“ dělá, co chce, a nic nerespektuje. Senátor Pavel Fischer milost označil za „cynismus, zrůdnost, chucpe“ a dále k ní uvedl, že se na Pražském hradě zbláznili a prezident je pod vlivem kriminálního prostředí. Senátor Jiří Drahoš viděl v udělení milosti nové dno výkonu prezidentské funkce. Podle senátora Václava Lásky prezident nic neporušil, po stránce morálky je milost klientelismem a dalším podkopáváním víry v právo a spravedlnost. Senátorka Miroslava Němcová označila udělení milosti za spojenectví lumpů a mafie.

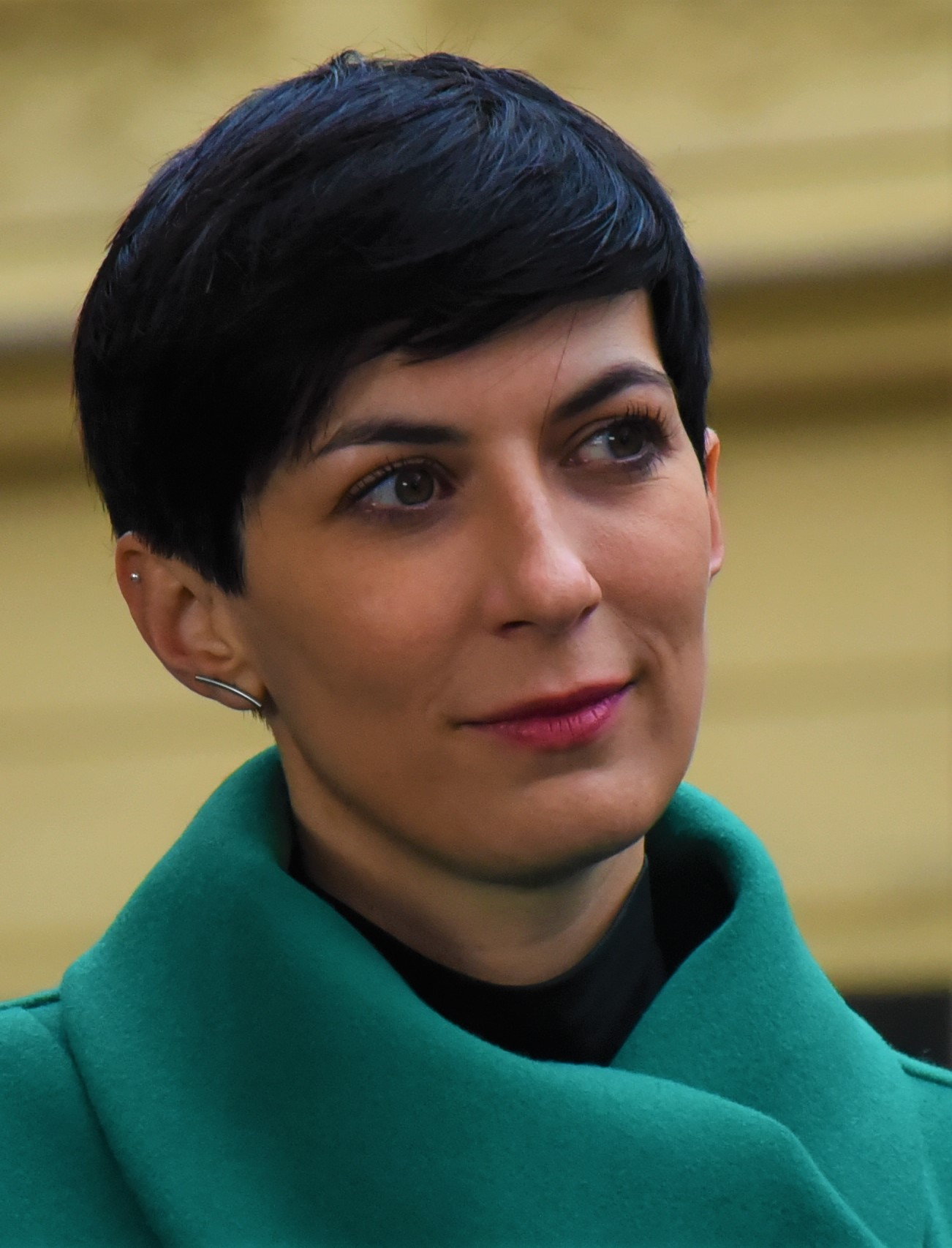
Markéta Pekarová Adamová

Podle předsedkyně sněmovny Markéty Pekarové Adamové prezident udělením milosti zneužil úřad prezidenta a obešel demokratické principy, zároveň šlo o vysmívání všem, kteří dodržují zákony. Milost podle ní zapadá do modus operandi prezidenta, které viděla v pohrdání právním státem a justicí. Poslanec a bývalý premiér Andrej Babiš označil milost za nešťastné rozhodnutí, které se nebude líbit ani lidem, a které podrývá i důvěru ve spravedlnost. Předseda Ústavně právního výboru Sněmovny Radek Vondráček kritizoval milost jako feudální rozhodnutí, znehodnocení práce soudu a nešťastný signál vůči veřejnosti, zároveň poznamenal, že milost by měla být milosrdenstvím. Místopředseda téhož výboru Marek Benda označil tuto milost za destrukci právního státu a rozhodnutí nevysvětlitelné právníkům i veřejnosti. Poslanec za Pirátskou stranu Jakub Michálek dal milost do širších souvislostí, když prohlásil, že „Zeman ve funkci prezidenta totálně selhal. Nejdřív sloužil Rusku a Číně, pak očerňoval tajné služby a teď omilostňuje za korupci. Problém není v institutu milosti, ale že je prezident totální šmejd.“ Poslanec Marek Výborný označil milost za nehorázné popření principů právního státu. Poslanec Jan Jakob připomněl, že rozhodnutí vyvolávající spoustu otazníků a pochybností bylo i v rozporu s předchozími výroky prezidenta, sám jej nepovažuje za moudré. Dle poslance Jana Bartoška se prezident nijak nezměnil a stále ohýbá pravidla k získání co největšího prospěchu pro sebe a své okolí. Poslanec Tomio Okamura podle známých informací usoudil, že v tomto případě důvody pro udělení milosti nebyly.
Europoslanec a bývalý ministr spravedlnosti Jiří Pospíšil poznamenal „Aneb když jsi z Milošovy mafie, české zákony pro tebe neplatí...“, podle jeho názoru by měl prezident abdikovat. Krok prezidenta odsoudil i bývalý premiér Mirek Topolánek a bývalý ministr financí Miroslav Kalousek, podle kterého prezident se vysmál rovnosti před zákonem.

### Komentátoři

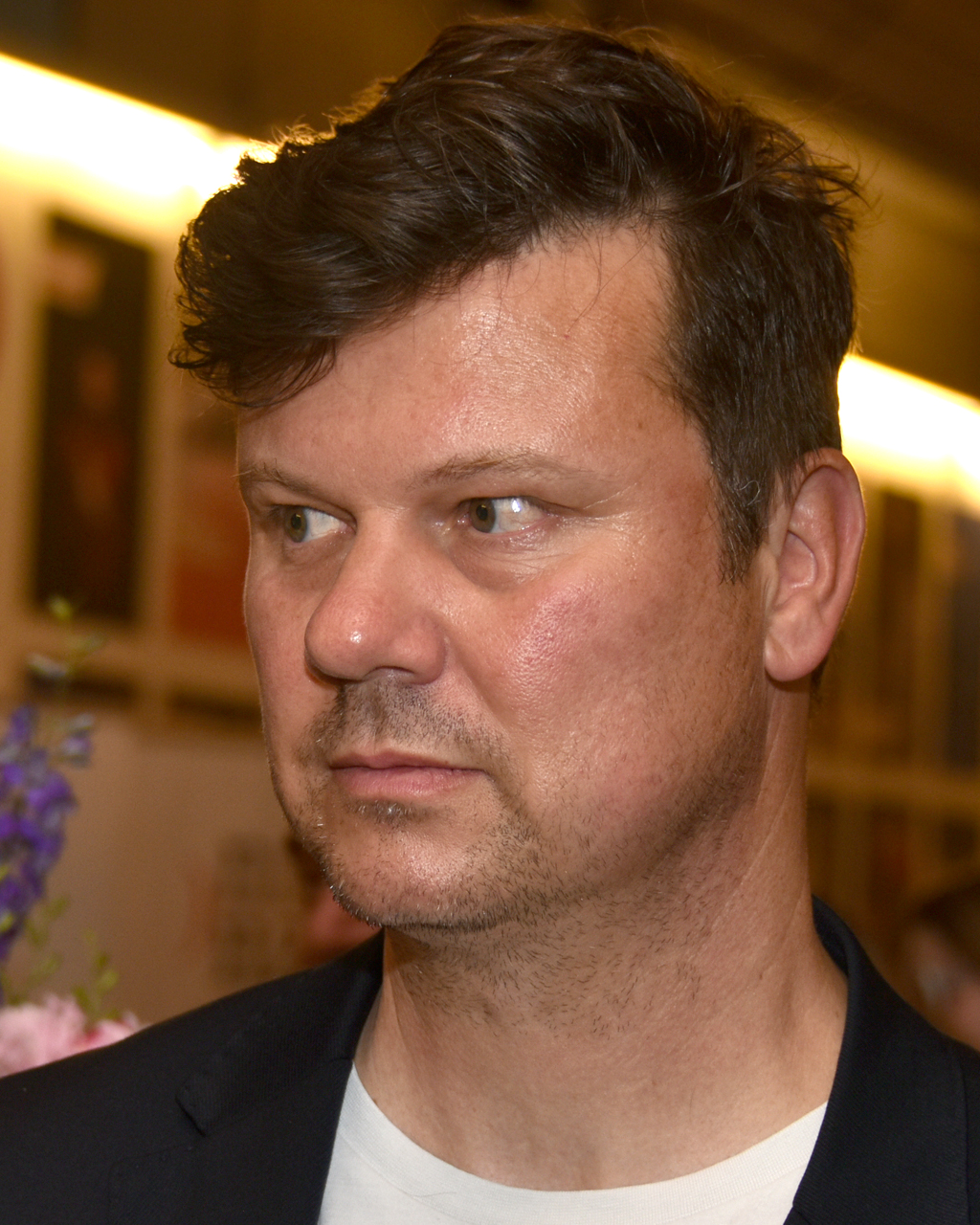
Jan Moláček

Milost nenašla zastání ani u politických komentátorů, kteří ji ve svých článcích většinově odsoudili a často používali slova „mafie“.
Možnost prezidentské milosti pro Baláka zmínil Petr Zídek, když den po pravomocném rozsudku pochyboval, zda do vězení nastoupí, když v okolí prezidenta působí zloději a gauneři. Jaroslav Spurný viděl v udělení milosti prezidentovo pohrdání bojem proti korupci a defraudacím, kterým v 90. letech Zeman sám vyhlašoval válku akcí Čisté ruce. Martin Čaban připsal udělení milosti nepotismu „hradní party“ a milost označil za „dokončení privatizace Pražského hradu i prezidentského úřadu nejužším okolím prezidenta.“ Jan Moláček usoudil, že milost je nejen projevem klientelismu, ale též pokusem odvrátit pozornost veřejnosti od probíhající války na Ukrajině. Martin Denemark vzpomněl heslo „nebát se a nekrást“ spojené s T. G. Masarykem, které současná „hradní parta“ vyměnila za heslo „nebát se krást a pak omilostnit“. Martin Fendrych připomněl slova o „lepšolidech“ z prezidentova vánočního poselství roku 2018, která podle něj sedí na „hradní mafii“, jejíž členové „mohou zrazovat národ, mohou krást, korumpovat, lhát, ale spravedlnost se jich netýká.“ Podle Martina Zvěřiny se Zeman zachoval jako mafián; politické reprezentaci státu proto doporučil znemožnit Zemanovi o čemkoliv dalším rozhodovat. Petr Honzejk upozornil, že ústava nerozvádí udělování milostí, protože očekává, že „prezident se svými pravomocemi nakládá jako prezident, a ne jako hlava mafiánské party“. Viliam Buchert připomněl prohlášení: „Nechci být prezidentem kmotrovských mafií, které parazitují na této společnosti a vysávají z jejího těla krev, aniž by jí vraceli jakoukoli hodnotu,“ které prezident pronesl 26. ledna 2013 po svém prvním zvolení, aby Zemana obratem označil za prezidenta kmotrovských mafií, který poněkolikáté brutálně podvedl své voliče. Prominutí trestu Balákovi dle Roberta Maleckého ukazuje míru ukradení správy správy věci veřejných Zemanem z rukou lidu. Jiří Pehe zpochybnil iniciativu prezidenta ve věci této milosti, přičemž ji dle svého názoru označil za dílo spolupracovníků v čele s Vratislavem Mynářem. Štěpán Malát se zeptal, zda prezident milost udělit musel, když bylo dopředu zřejmé, jakou reakci taková milost vyvolá. Thomas Kulidakis považoval milost za Zemanovo předvedení feudálních manýrů, které sliboval, že mít nebude, a že Balák dostal milost – a nikoliv trest – právě pro svoji pracovní pozici.

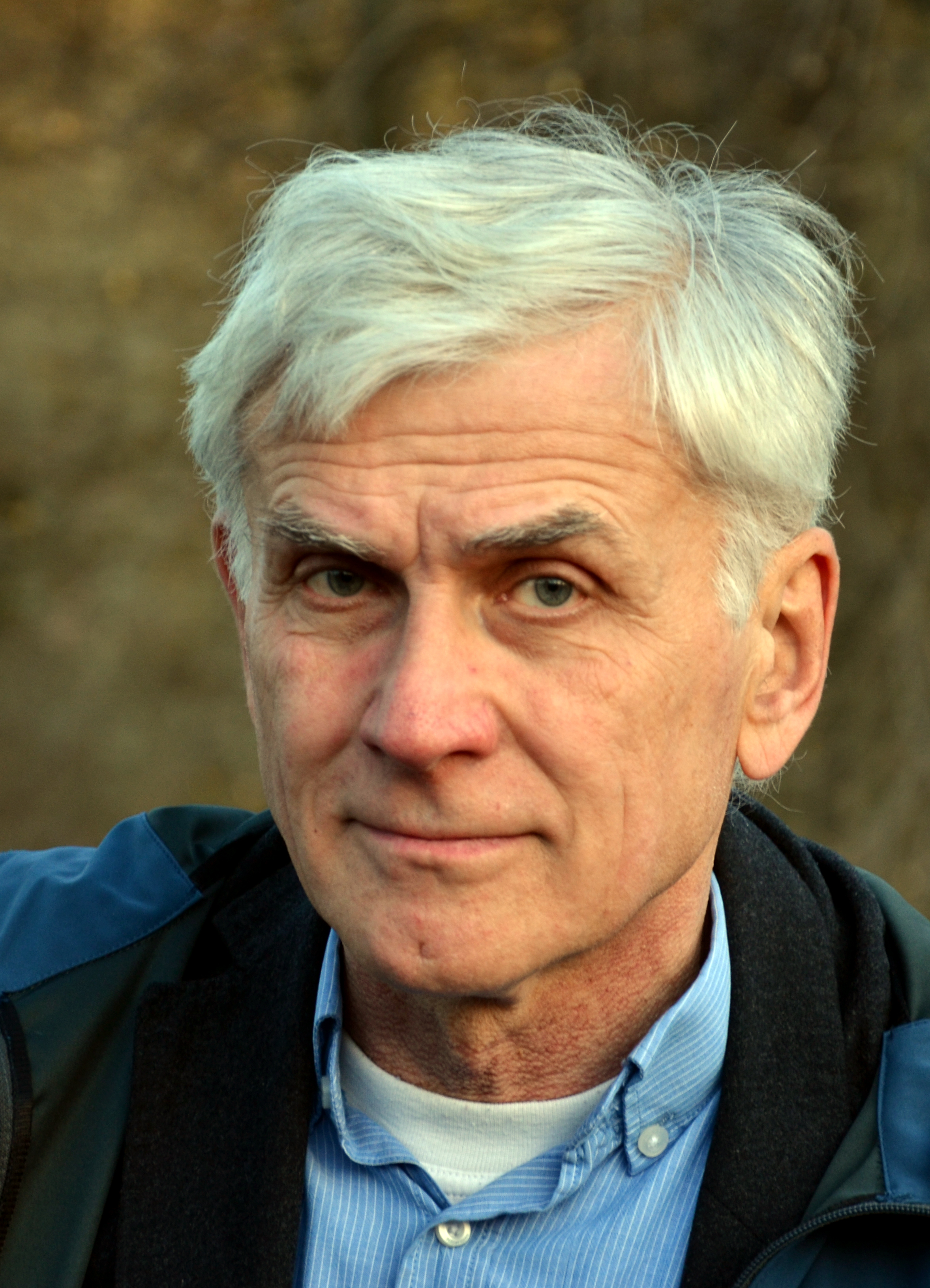
Jan Urban

Ondřej Kundra zpochybnil odůvodnění, že byl Balák potrestán za práci pro Hrad: na naznačovaném spiknutí by se musel domluvit řetězec aktérů jako policisté, státní zástupce, prvoinstanční i odvolací soud, což není možné. Kateřina Perknerová zmínila radost, kterou prezidentovi nejspíše přináší rozčílení Pražské kavárny nad milostí, a s kritickým hodnocením úředníků vyzvala ke krácení rozpočtu KPR, konkrétně mzdových prostředků, na polovinu. Komplexní přístup k rozpočtu Hradu navrhl David Klimeš, který volal po jeho snížení s ohledem na vykazovanou činnost a po převedení Správy Pražského hradu a Lánské obory pod jiné instituce pro pochybnosti o hospodaření. Tomáš Chalupa u prezidenta konstatoval absenci veškerých mantinelů i zábran. Johana Hovorková v souvislosti s milostí pro „zločinecké kamarádíčky“ pobízí politickou scénu k podání ústavní žaloby na prezidenta. Zdeněk Jemelík považoval udělení milosti za zneužití pravomoci pro soukromý prospěch a volal po impeachmentu. Dle Petra Šimůnka by se pro Zemanem udělenou milost a pošlapání víry ve spravedlnost měla zaplnit Letná a Hradčanské náměstí protestujícími. Jan Urban kvůli „nejostudnější milosti v novodobých českých dějinách“ označil Miloše Zemana za urážku právního státu a důstojnosti ústavního pořádku České republiky, který nemůže a nesmí zůstat ve funkci. Jan Vávra připomněl, že demokracie stojí na sdílených hodnotách a dobrovolně dodržované představě správného chování, přičemž na politiky jednající v rozporu s chováním považovaným za správné je vyvíjen tlak na jejich rezignaci. Oldřich Tichý vzpomněl kontroverzní milosti prezidentů Václava Havla a Václava Klause, které se týkaly osob z okolí prezidenta, aby nabídl dvojici východisek: smíření se se současnou úpravou milostí včetně jejího libovolného uplatnění nebo úplné zrušení milosti. Danuše Nerudová připomněla, že jedním podpisem milosti byla rozmetána několikaletá práce nezávislého soudu. Jan Kysela si povzdechl, že pokud bude spravedlnost v dalších soudních řízení pracovníků Hradu rychlá, dost možná prohraje, neb případy mohou skončit dalšími milostmi prezidenta.
Po nepravomocném odsouzení Miloše Baláka k peněžitému trestu a zákazu činnosti v kauze prodeje kamene z Lánské obory v srpnu 2022 napsal reportér Václav Dolejší, že pokud prezident Zeman s ohledem na končící mandát stihne po pravomocném rozsudku udělit Balákovi milost, jistě tak učiní, protože na Hradě v éře Zemana platila stejná pravidla jako v mafii.

### Veřejnost
Výsledek internetové ankety portálu iDNES.cz, ve které s milostí nesouhlasilo 97 % z více než 27 tisíc hlasujících, naznačuje obdobný postoj veřejnosti. Na otázku portálu Novinky.cz, zda jsou argumenty odůvodňující milost dostatečně pádné, odpovědělo negativně 89 % z téměř 19 tisíc hlasujících. Dubnový průzkum veřejného mínění agentury Kantar CZ s 1200 respondenty potvrdil převažující nesouhlas s milostí, když 85 % dotázaných považovalo udělení milosti za nevhodné a i ve skupině voličů Miloše Zemana milost schvalovalo jen 14 % respondentů. Udělení milosti se projevilo i v nespokojenosti se Zemanovým výkonem mandátu prezidenta, když stoupla na 78 procent. Jen 20 % respondentů bylo spokojených se Zemanovou prací, což je nejnižší číslo za dobu výzkumů agentury Kantar CZ. Mírně nadpoloviční část respondentů by byla též pro podání ústavní žaloby na prezidenta.

## Pochyby v pozadí
Státní zástupce Jiří Pražák udělení milosti prezidenta pro Miloše Baláka očekával a předpokládal její udělení před výzvou k nástupu výkonu trestu odnětí svobody. Předpokládal, že lidé z kanceláře prezidenta nemohou dopustit, aby Miloš Balák začal vypovídat, přičemž jeho výpověď by se mohla zabývat důvody pro spáchání činu, za které byl potrestaný. Připustil možnost, že by Balákova výpověď mohla mířit proti pracovníkům Kanceláře prezidenta republiky. Ondřej Štindl ve svém komentáři nabídl vysvětlení milosti, že spokojenost Baláka může přinést pocit bezpečí dalším lidem KPR, kteří v kauzách figurovali. V reakci na Pražákova vyjádření Vratislav Mynář odmítl přítomnost takových motivů pro udělení milosti. Tomáš Sochr, bývalý vedoucí odboru nelegálních obchodů protimafiánské jednotky, vyjádřil přesvědčení, že případ v Lánské oboře sahal do vyšších politických pater. Bývalý detektiv Robert Šlachta, jehož útvar vedle vyšetřování případu na počátku, vzpomněl odposlechy, které zachytily mimo jiné schůzku Mynáře s Balákem, při níž vedoucí KPR nadiktoval Balákovi jména tří firem, které se mají zúčastnit výběrového řízení na přípravu projektové dokumentace zakázky. Šlachta také zmínil, že původně jeho vyšetřovatelé mířili podstatně šířeji. Podle rozsudku musel Vratislav Mynář o ovlivnění veřejné zakázky vědět, o čemž nejsou důkazy, nebo musel Miloš Balák s Liborem Tkadlecem zneužít Mynářovu důvěřivost.

## Úvahy o reakci

### Ústavní žaloba na prezidenta

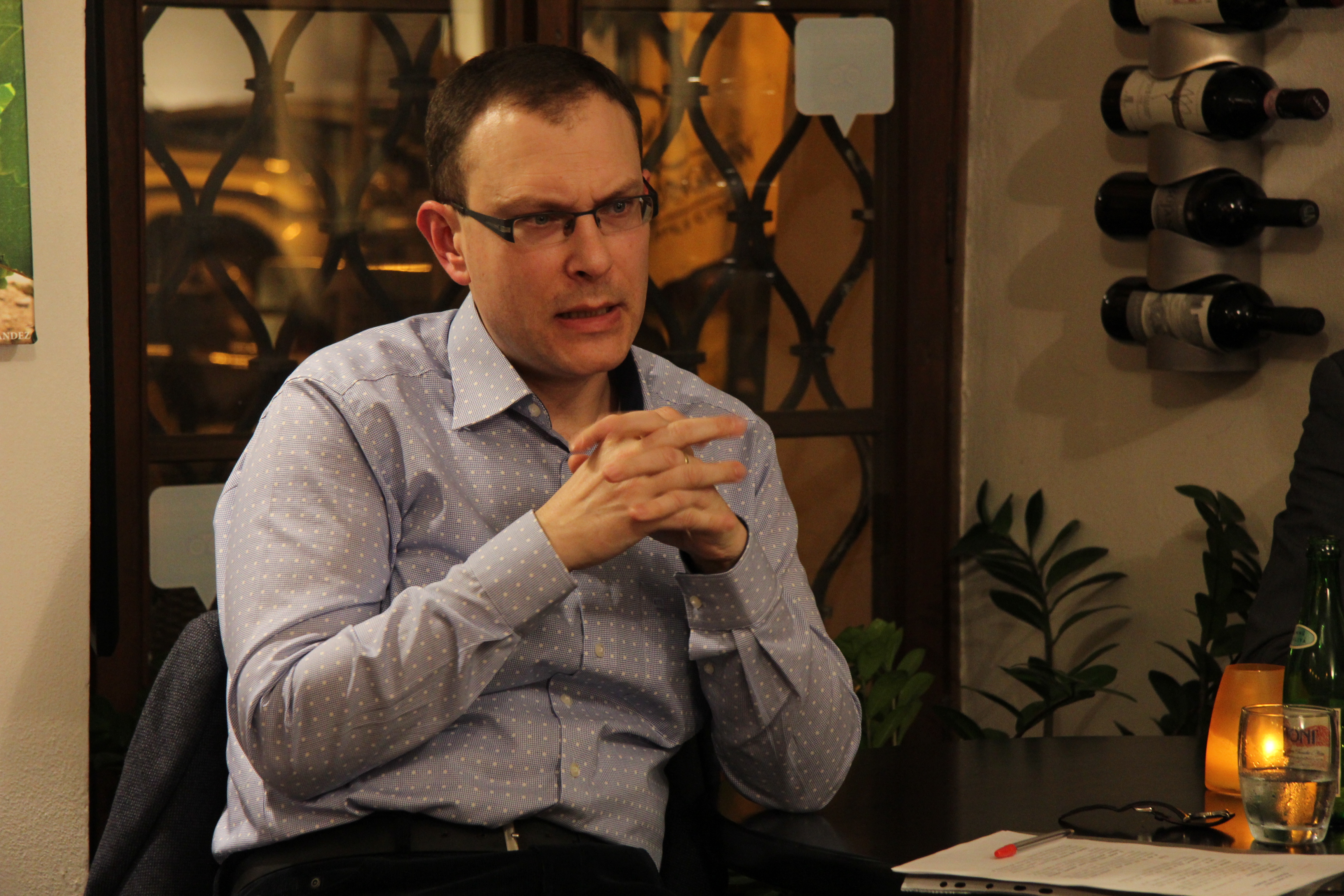
Právník Jan Kysela

Podle právníka Jana Kysely je jedinou možností potrestání prezidenta za milost ústavní žaloba. Politička Hana Kordová Marvanová se klonila k ústavní žalobě, protože zákonodárci by dle jejího názoru měli usilovat o konec mandátu Miloše Zemana, aby jen nepřihlíželi pošlapávání principů právního státu a ústavy ze strany prezidenta. Senátorka Miroslava Němcová se rozhodla požádat senátory o přípravu ústavní žaloby, přičemž ji odůvodňovala vyjádřením předsedy Ústavního soudu Pavla Rychetského. Senátor Václav Láska vyjádřil připravenost znovu připravit ústavní žalobu na prezidenta, pokud by ji kolegové podpořili. Dle senátora Marka Hilšera by ústavní žaloba nebyla v tomto případě aplikovatelná.
Senátoři se pro ústavní žalobu na 24. schůzi Senátu na začátku dubna nerozhodli, pověřili však příslušnou komisi o projednání. Stálá komise Senátu pro Ústavu ČR a parlamentní procedury 26. dubna konstatovala, že milost pro Miloše Baláka byla v rozporu s principy právního státu, ale samotné udělení milosti nezakládá možnost, aby byla žaloba podána. Podle senátorů by ústavní žaloba nejspíše nebyla úspěšná.

### Úpravy pravomoci milosti
Po kontroverzní milosti se objevily – stejně jako po milosti pro Jiřího Kajínka v roce 2017 – úvahy o úpravě institutu milosti. Debatu o možných legislativních udílení milosti byli připraveni otevřít např. vicepremiér Marian Jurečka či poslanci Tomio Okamura či Josef Bernard. Další poslanci, např. Alena Schillerová, Marek Výborný, Vít Rakušan či Jakub Michálek, považovali za nevhodné upravovat ústavu na základě jednoho případu, ale systémová změna by jim dávala smysl. Marek Benda považoval tehdejší úpravu milosti za správnou a nehodlal ji pro dílčí exces měnit, obdobně se k úpravě postavil senátor Jaroslav Větrovský.
Ústavní právník Kysela nastínil možnosti omezení prezidentské kompetence zahrnující zrušení milosti, podmínění kontrasignací či zákonnou úpravu blízkou slovenské, kde mají zákonodárci možnost udělenou milost zvrátit. V rozhovoru pro podcast Ptám se já však konstatoval, že zkušenosti se zneužitím pravomocí prezidentem Zemanem mu nepřijdou přesvědčivým důvodem pro rušení těchto pravomocí. Komentátor Petr Honzejk v kontextu zájemců o následující mandát prezidenta navrhl zahrnout milost a zahlazení mezi pravomoci prezidenta vyžadující kontrasignaci premiéra obdobně jako abolice, obdobně se vyjádřila Hana Kordová Marvanová a kontrasignaci považuje za nejlepší řešení i senátor Zdeněk Hraba. Ten by chtěl, aby se přezkoumatelností prezidentské milosti zabývala senátní komise pro Ústavu. Politolog Jiří Pehe posoudil pravomoce prezidenta a přiklonil se ke kontrasignaci jako částečné pojistce proti prezidentské svévoli. Bývalá soudkyně Eliška Wagnerová je pro diskusi o zavedení minimální a velmi ohraničené možnosti opravných prostředků k prezidentské milosti, které by mohly korigovat projevy svévole. Právník Aleš Gerloch nabídl možnost omezit pravomoc určením případů, kdy nemůže být milost udělena. Vicepremiér Vít Rakušan zmínil možnost taxativního určení důvodů, které by mohly vést k udělení milosti.
Naopak Lenka Marečková, disidentka a právnička, která v prezidentské kanceláři Václava Havla vedla trestněprávní oddělení a milosti, odmítla zásahy do pravomoce milosti, protože morální kredit a důvěryhodnost podepisujících nemusí být dostatečné pro vzbuzení důvěry v jejich vzájemné pohlídání při kontrasignaci. Bývalý ministr spravedlnosti Jan Kalvoda odmítl úpravy ústavy s cílem vyjmout či svázat kontrolou pravomoce zneužité prezidentem, protože ústava je zákon napsaný s nepsaným předpokladem, že k ní bude přistupováno s respektem.
Stálá komise Senátu pro Ústavu ČR a parlamentní procedury se 26. dubna rozhodla zvažovat možné změny Ústavy ČR.

### Ostatní
Když se Senát rozhodl nepodávat ústavní žalobu na prezidenta, zvažovali někteří senátoři vlastní žalobu.

## Reakce

### Demonstrace na Hradčanském náměstí

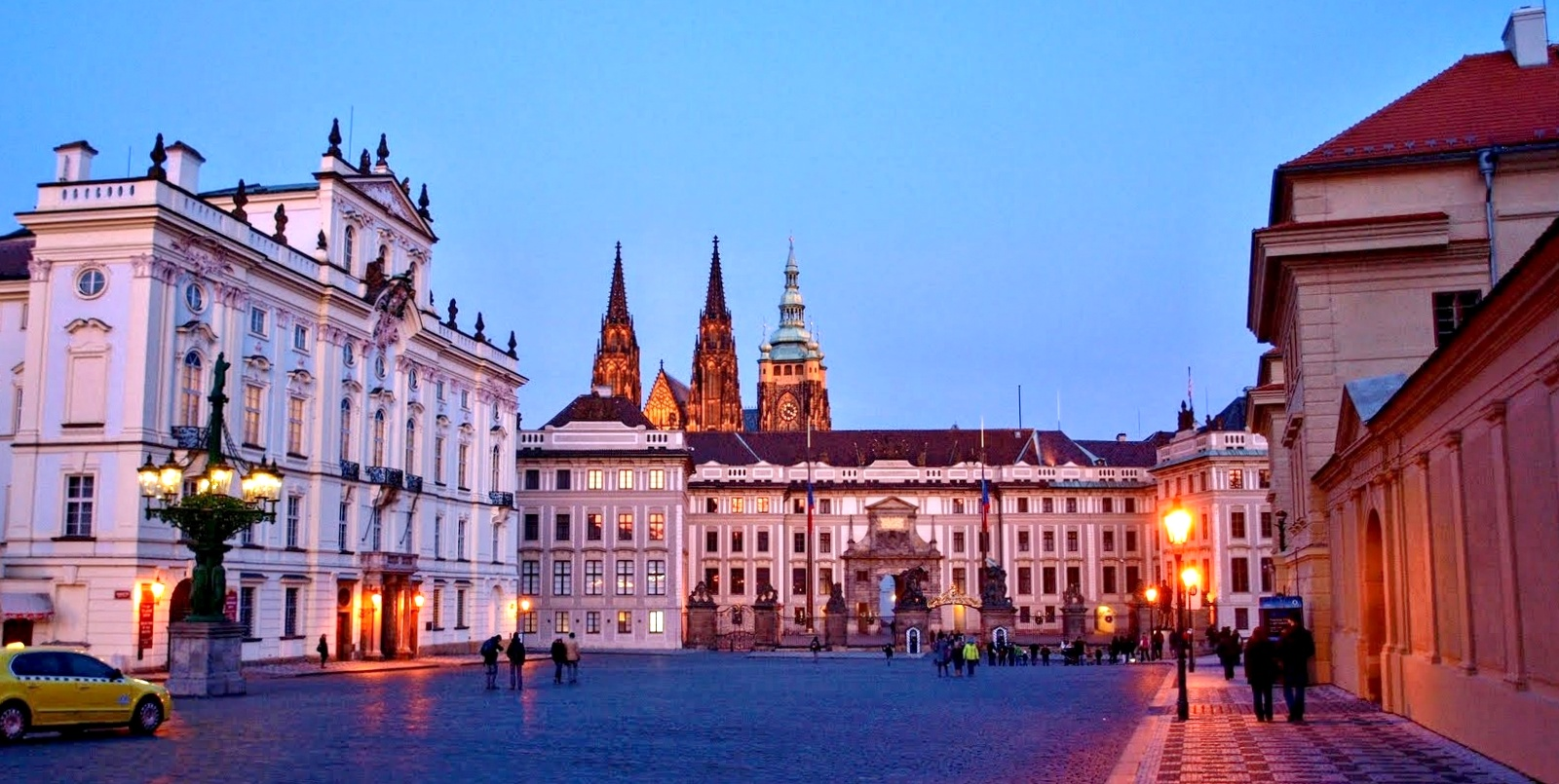
Hradčanské náměstí, místo konání

Spolek Milion chvilek pro demokracii svolal demonstraci proti udělení milosti Miloši Balákovi na 31. března 2022 na Hradčanské náměstí před Pražským hradem. Heslem protestu se stala slova „Všichni jsme si rovni, ale někteří jsou si rovnější“ z knihy Farma zvířat od George Orwella. Na protestu se sešly dle serveru iROZHLAS desítky lidí, dle zpravodajského portálu iDNES.cz 400 lidí, kteří v průběhu demonstrace skandovali hesla požadující odchod Zemana z Hradu, provolávali hanbu prezidentovi a Vratislavu Mynářovi či minuty hlasitě pískali na organizátory rozdané píšťalky, aby symbolicky vypískali prezidenta. Organizátoři vyzvali prezidenta k okamžité abdikaci a odchodu z Hradu včetně „své party“, protože podle jejich názoru arogance a drzost prezidenta nezná hranic. Politiky a zákonodárce vyzývali k nápravě poměrů, přičemž navrhovali např. seškrtání rozpočtu prezidentské kanceláře. Aktivistická skupina V odboj promítla v závěru slovo zrádce na fasádu budovy Hradu jako součást happeningu označujícího sedm zrádců Česka.

### Usnesení Senátu

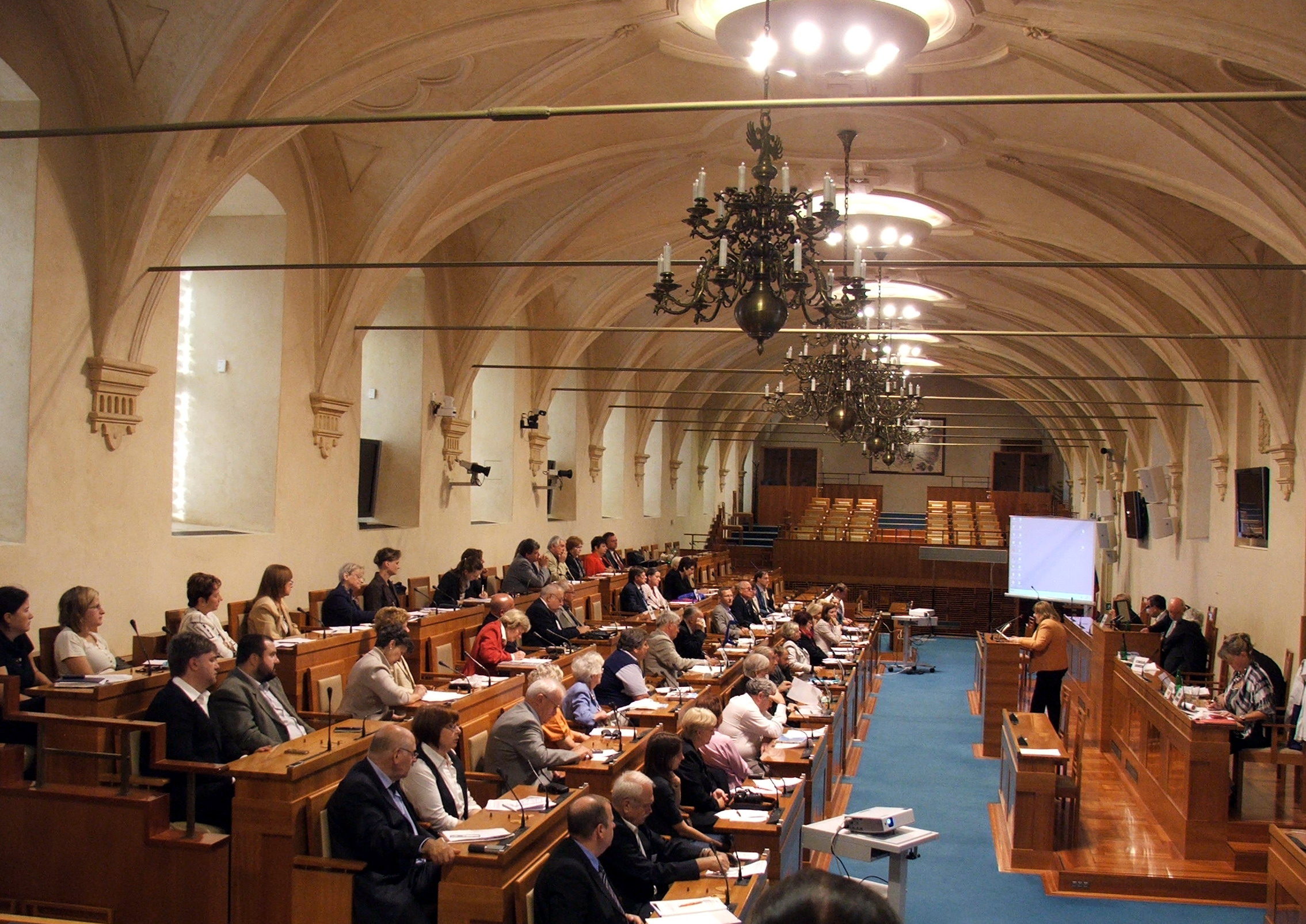
Jednací sál Senátu PČR.

Senát přijal 5. dubna 2022 usnesení, podle kterého považuje rozhodnutí o udělení milosti za nepřijatelné obsahem i odůvodněním, politicky i právně. Zároveň vyzval prezidenta k výkonu úřadu „v souladu s literou a principy ústavního pořádku, ku prospěchu České republiky a jejích občanů“. V usnesení též požádal komise Senátu a Poslanecké sněmovny pro Ústavu ČR o debatu nad „ústavním postavením prezidenta republiky a to především z hlediska důvodnosti a zneužitelnosti jednotlivých kompetencí.“
Senátoři ODS a TOP 09 usilovali 5. dubna o usnesení vyzývající prezidenta k abdikaci, ale Senát takové usnesení nepodpořil, když pro výzvu hlasovalo 30 z 69 přítomných senátorů. Prezident Zeman ve vyjádření k výzvám senátorů k abdikaci připomínal mnohonásobně větší počty udělených milostí prezidentů Václava Havla a Václava Klause a kontroverzní milosti pro Martina Odložila a Martu Chadimovou.

### Kontrola NKÚ
Pravomocné odsouzení Miloše Baláka vedlo Nejvyšší kontrolní úřad k úvahám, zda do kontroly hospodaření Kanceláře prezidenta republiky a Správy Pražského hradu probíhající v roce 2022 nepřipojit i zakázky Lesní správy Lány, protože dokumenty této kauzy nebyly pro probíhající policejní vyšetřování dostupné. Podnět k provedení kontroly dala již v červenci 2021 česká pobočka Transparency International, která by zařazení do kontroly uvítala. Všichni členové širšího vedení 11. dubna odsouhlasili přípravu podkladů pro rozšíření kontroly. Podle místopředsedkyně sněmovního kontrolního výboru Hany Naiclerové by výsledky auditu mohly být podkladem pro rozhodování o systémových změnách ve fungování prezidentského úřadu.

### Odstranění portrétů prezidenta ve školách

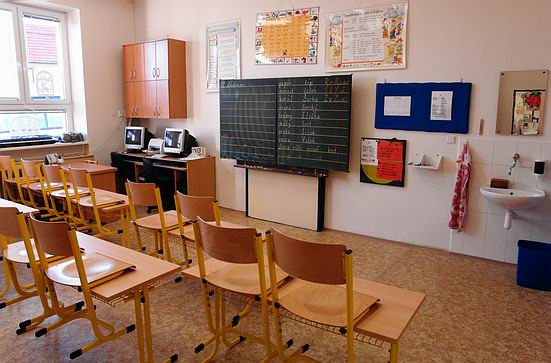

Radní Olomouckého kraje pro oblast školství Aleš Jakubec v reakci na milost vyzval ředitele škol, aby odstranili portréty Miloše Zemana ze tříd, aby „děti neměly před sebou fotografii tohoto zločince.“ Obdobně o umístění obrazu Miloše Zemana smýšlel Jan Břížďala, radní pro oblast školství Kraje Vysočina, či Jiří Nantl, jihomoravský radní pro oblast vzdělávání, který neviděl důvod v demokratické západní civilizaci obrazy hlavy státu ve třídách vyvěšovat. Podle zjištění novinářů Deníku ve většině škol oslovených napříč republikou už portrét Miloše Zemana nemají, ostatně jde o tradici, nikoliv o povinnost.

### Petice

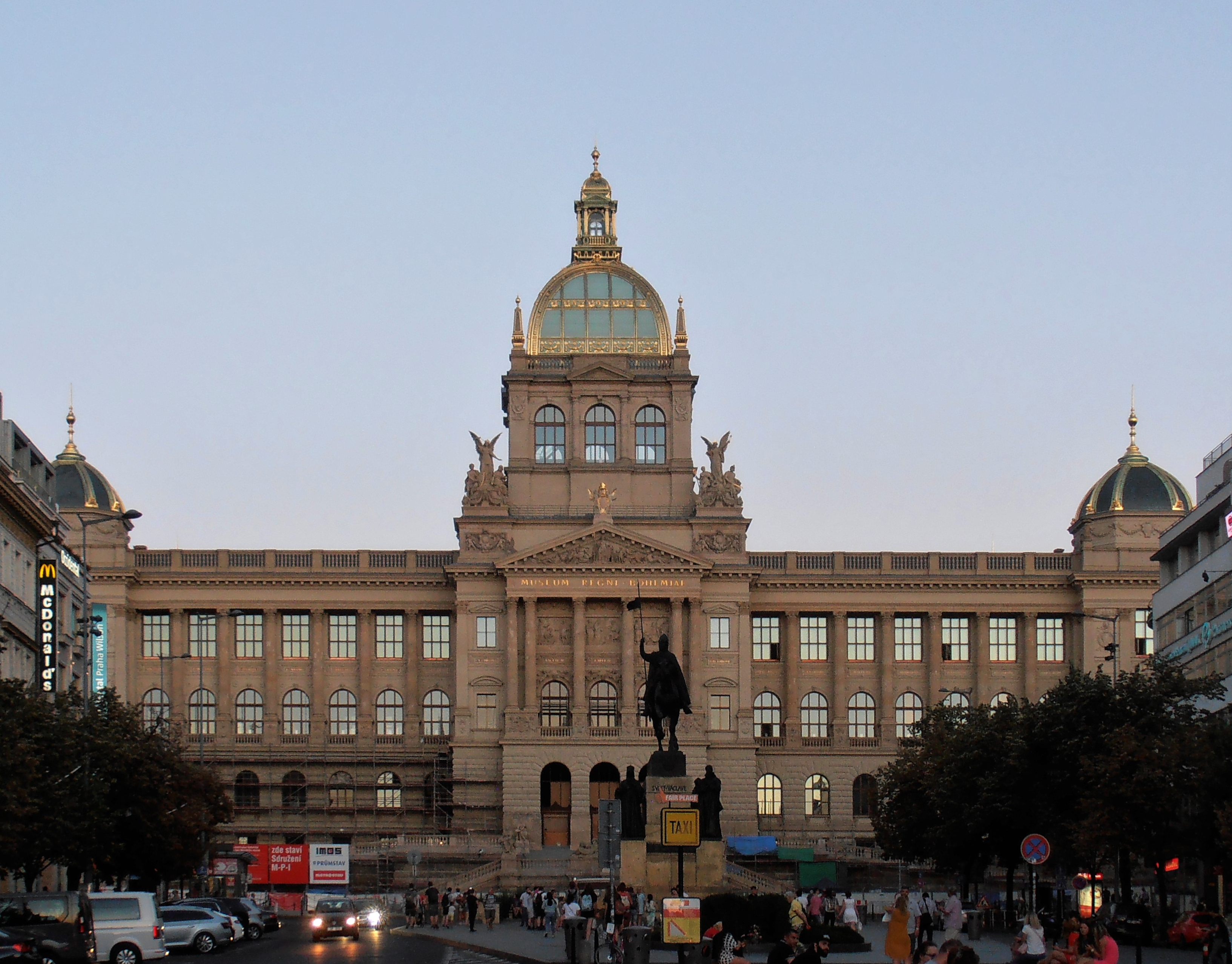
Jižní část Václavského náměstí s Národním muzeem

Jaromír Petr připravil petici požadující po Miloši Zemanovi v souvislosti s udělenou milostí úhradu prominutého peněžního trestu, nákladů na trestní řízení a písemnou záruku občanům ČR, že v kauzách Vratislava Mynáře nezneužije znovu pravomoc milosti. Petiční stánek nazvaný „Pomník“ s invalidním vozíkem v kleci a postavou připomínající prezidenta byl od neděle 10. dubna umístěn před pomníkem sv. Václava na Václavském náměstí v Praze. Po útocích vandalů umístili autoři petice nad stánek stožár s kamerou, který však ve spojení se sochou připomínal šibenici. Na žádost policie byla socha připomínající prezidenta 17. dubna odstraněna.

### Správní žaloba Ing. D. H.

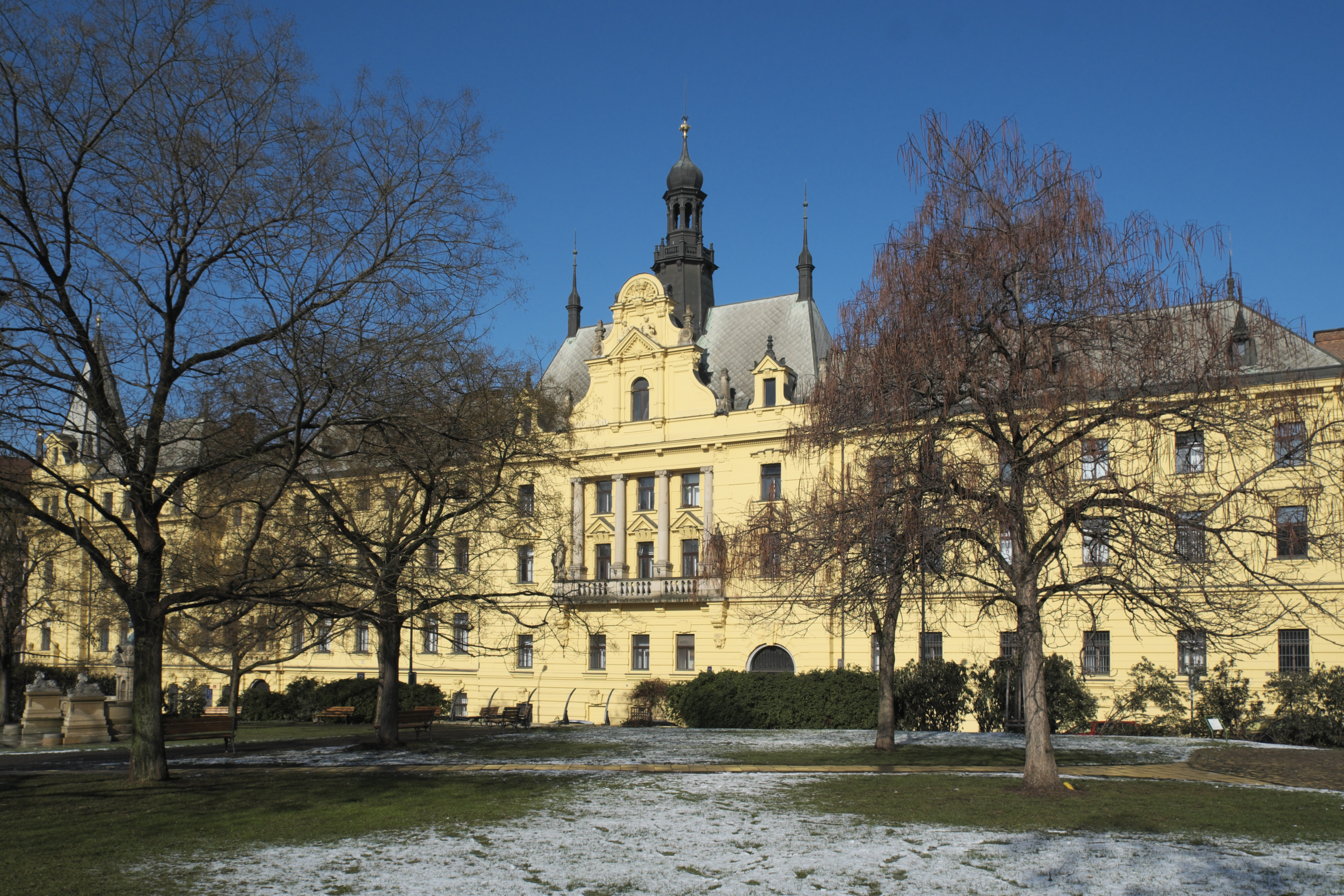
Budova Městského soudu v Praze

Muž z Prahy uváděný v anonymizovaném rozsudku jako Ing. D. H. podal správní žalobu k Městskému soudu v Praze. Žalobce byl přesvědčen, že udělením milosti Milošovi Balákovi bylo narušeno jeho legitimní očekávání dodržení příslibu prezidenta Zemana, který dal před prezidentskými volbami v roce 2013, kdy tvrdil, že milosti bude dávat jen ve striktně omezeném okruhu humanitárních případů. Soud se žalobou odmítl zabývat, protože udělení milosti nijak nezasáhlo do veřejných subjektivních práv žalobce. Morální pohoršení žalobce a nemožnost chovat prezidenta v úctě podle soudu nezasahuje žádným způsobem do jeho právní sféry.
Muž následně podal kasační stížnost k Nejvyššímu správnímu soudu ČR, který ale stížnost 4. října 2022 zamítl. Důvodem zamítnutí senátem s předsedou Zdeňkem Kühnem byla skutečnost, že prezident republiky při udělení milosti nevystupuje jako správní orgán (jehož rozhodnutí by bylo přezkoumatelné ve správním soudnictví), nýbrž jako ústavní orgán, neboť pravomoc udělení milosti je prezidentovi svěřena ústavou a tato pravomoc není nijak omezena žádným zákonem. Poznamenal také, že každá udělená milost je ústavním aktem, pro jehož přezkoumání nemají správní soudy pravomoc, přičemž odkázal i na starší usnesení Ústavního soudu z roku 2013 stran zrušení amnestie Václava Klause, ve kterém Ústavní soud uvedl, že amnestie i milosti nepodléhají soudnímu přezkumu.

### Snížení rozpočtu Kanceláře prezidenta republiky
Udělení milosti ovlivnilo některé poslance a ministry vlády Petra Fialy natolik, že chtěli znovu otevřít rozpočtovou kapitolu Kanceláře prezidenta republiky (KPR) a provést v rozpočtu na rok 2022 další škrty. Kvůli odsouzenému M. Balákovi volal po škrtech poslanec Šimon Heller při březnovém projednávání návrhu státního rozpočtu, tj. týdny před udělením milosti, když navrhoval přesunout 6 milionů korun z rozpočtu Hradu do rozpočtové rezervy vlády, ale sněmovna úpravu v závěrečném čtení návrhu rozpočtu zamítla. Udělenou milost vnímala ministryně pro vědu, výzkum a inovace Helena Langšádlová jako zneužití pravomoci prezidenta a snížení rozpočtu KPR považovala vhodné i pro soudem určený peněžitý trest, který nikdo nezaplatí. Ministr dopravy Martin Kupka doporučil detailní diskusi nad změnou, aby takový krok měl úroveň a nebyl „klukovinou.“ Podle vicepremiéra Mariana Jurečky se rozpočet KPR krátil dost a část prostředků jejího rozpočtu je určena na investice do památek. Na jednání vlády 30. března 2022 ministr spravedlnosti Pavel Blažek jen krátce informoval o proběhlé schůzce s prezidentem a ministři se udělením milosti podrobně nezabývali. Vláda se pro krácení rozpočtu KPR nakonec nerozhodla, podle informací serveru Neovlivní.cz je důvodem neochota k válčení s prezidentem. Poslanec Jakub Michálek vyjádřil na konci března 2022 požadavek poslaneckého klubu Piráti, aby Kancelář prezidenta republiky získávala peníze na odložitelné investice až v okamžiku, kdy o nich budou rozhodovat bezúhonní lidé. Hodlal usilovat o kontrolu investic Hradu, bude-li v souvislosti s válkou na Ukrajině předložený návrh na úpravu rozpočtu pro rok 2022.

Sídlo Kanceláře prezidenta republiky na Pražském hradě

Poslanec Šimon Heller navrhl v polovině dubna kvůli milosti snížit rozpočet na provoz Lesní správy Lány, návrhem se měl zabývat Rozpočtový výbor Poslanecké sněmovny na příštím zasedání. Předsedové poslaneckých klubů podporu návrhům na snížení rozpočtu KPR nevyloučili.
Marian Jurečka 8. května 2022 v pořadu Otázky Václava Moravce opět připustil návrh vlády na snížení rozpočtu Hradu, pokud by došlo na novelizaci státního rozpočtu. Cílem snížení rozpočtu by bylo vyloučení možnosti, aby Miloš Balák nemohl z pozice vedoucího lesní správy disponovat s většími částkami veřejných financí.
Na konci září 2022 se znovu jednalo o možnosti zmenšit rozpočet Kanceláře prezidenta republiky na rok 2022, když pětice poslanců vládních stran navrhla snížení o 30 milionů korun. Změna byla navrhovateli odůvodňována pokračujícím zaměstnáváním Miloše Baláka, který byl pravomocně odsouzen za manipulaci veřejných zakázek, i pracovní nečinností prezidenta Zemana. Návrh snižoval výdaje na lesní hospodářství prezidentské kanceláře o dvě třetiny. Poslanci navrhli penězi sebranými rozpočtu Hradu navýšit výdeje Úřadu vlády na protidrogovou politiku a Ministerstva školství na podporu mládežnických spolků. Rozpočtový výbor Poslanecké sněmovny na svém jednání návrh nepodpořil, s návrhem nesouhlasilo ani Ministerstvo financí, ale souhlasil s ním ministr financí Zbyněk Stanjura. O návrhu se rozhodlo 18. října na plénu při třetím čtení zákona, kdy Poslanecká sněmovna návrh na snížení výdajů schválila. Návrh byl schválen hlasy poslanců vládní pětikoalice, konkrétně 85 ze 160 přítomných poslanců, naopak poslanci opozičních hnutí ANO 2011 a SPD hlasovali proti návrhu. Prezident Zeman novelu státního rozpočtu 3. listopadu vetoval, mezi důvody veta však snížení rozpočtu Hradu nezmínil. Poslanci vládní koalice prezidentovo veto přehlasovali 15. listopadu 2022.
Přes veškeré popsané požadavky na snížení rozpočtu KPR Rozpočtový výbor Poslanecké sněmovny 8. června schválil návrh rozpočtu Hradu pro rok 2023. Při schválení byl rozpočet meziročně větší o přibližně 19 milionů korun (po podzimní úpravě rozpočtu na rok 2022 se rozdíl zvýšil na 49 milionů korun).

### Ostatní
Premiér Petr Fiala diskutoval milost pro Baláka s prezidentem Milošem Zemanem na jejich setkání 12. dubna 2022, ale politici nenašli shodu.
Ministr spravedlnosti Pavel Blažek byl spolu s ministerstvem kritizován, že se po milosti soudů nezastal a ani milost nekomentoval. Blažek nejprve zdůvodňoval, že nemusí opakovat to, co již mnohokrát zaznělo, později pro server Novinky.cz uvedl, že souhlasí s postojem premiéra Petra Fialy, že milost mohla ohrozit důvěru lidí v právní stát. Stejně byla za nečinnost vůči prezidentovi kritizována i celá vláda.

### Vyčkávání s vyšetřováním na Hradě
Podle informací získaných MF DNES z několika důvěryhodných zdrojů zareagovali na udělení milost Balákovi i policejní vyšetřovatelé. S prověřováním informací získaných od BIS o dění na Hradě či záležitostí hospodářského charakteru vyčkávají na konec mandátu Miloše Zemana, protože ochota prezidenta Zemana držet ochrannou ruku nad svými lidmi je zřejmá. Vyšetřovatelé by měli prověřovat několik případů, kdy se mohl na Hradě stát trestný čin.

## Spekulace o důvodech odmítnutí jmenování Marka Bodláka soudcem
Po projednání vládou 14. září 2022 navrhl ministr spravedlnosti Pavel Blažek jmenování 51 nových soudců, mezi nimi i Marka Bodláka, ředitele odboru závažné hospodářské a finanční kriminality Vrchního státního zastupitelství v Praze. Prezident Zeman se však rozhodl Marka Bodláka nejmenovat a ministrovi sdělil důvody svého rozhodnutí. Server Česká justice nabídl dvě možná vysvětlení, jedním z nich byla „odveta“ za dozor a žaloby pražského VZP týkající se trestné činnosti v Lesní správě Lány včetně stíhání a odsouzení Miloše Baláka, druhým pak podíl na dozoru případu bývalé ministryně spravedlnosti a obrany Vlasty Parkanové. Deník N spekuloval, že důvodem mohl být Bodlákem zamítnutý podnět k prověření možné sabotáže spočívající v úvahách části senátorů o převodu části pravomocí prezidenta během jeho hospitalizace na podzim 2021. Později mluvčí prezidenta Ovčáček uvedl, že rozhodnutí nejmenovat Marka Bodláka soudcem učinil prezident Zeman kvůli případu nezákonného stíhání Vlasty Parkanové, což Zeman v rozhovoru pro iDNES.cz na konci září potvrdil.

## Miloš Balák po udělení milosti
Mluvčí prezidenta 20. října 2022 oznámil, že Miloš Balák podal 14. října rezignaci z funkce ředitele Lesní správy Lány k 31. prosinci 2022, kterou vedoucí kanceláře prezidenta republiky Vratislav Mynář přijal. Hrad odmítl personální změnu odůvodnit, na funkci bylo vyhlášeno výběrové řízení. V lednu 2023 vedoucí Kanceláře prezidenta republiky Vratislav Mynář jmenoval do funkce ředitele Lesní správy Lány Pavla Rusa, a to na základně doporučení výběrových komisí, které fungovaly v rámci otevřeného výběrového řízení.
Středočeský krajský soud potvrdil 16. března 2023 peněžitý trest 870 tisíc korun a dvouletý zákaz činnosti v kauze těžby kamene v Lánské oboře, rozsudek je pravomocný.
Ve stejné době bylo zveřejněno, že Balák trpí rakovinou tlustého střeva s metastázemi, je na dlouhodobé nemocenské a nemůže být proto z pozice referenta Lesní správy Lány propuštěn.
V červnu 2023 podal žalobu na správu lánské obory, protože nesouhlasil s výpovědí z nájmu ve vile, která patří Pražskému hradu. Ta mu byla udělena na počátku května téhož roku.
Dne 2. září 2024 byl Balák pravomocně odsouzen v kauze správy majetku. Rakovnický okresní soud mu uložil trest 993 600 korun a zákaz činnosti spočívající v zákazu výkonu funkce statutárního zástupce organizačních složek státu a jiných právnických osob s majetkovou účastí státu na čtyři roky. Jedná se o souhrnný trest, což znamená, že byl zrušen výrok z nepravomocného, dva roky starého rozsudku kladenského soudu.
Miloš Balák zemřel dne 16. února 2025, měl rozvinutou formou rakoviny.